# ヘンリエッタ・マリア・オブ・フランス
- ヘンリエッタ・マリア・オブ・フランス
- アンリエット・マリー・ド・フランス
- ヘンリエッタ・マライア・オブ・フランス

ヘンリエッタ・マリア・オブ・フランス（英語: Henrietta Maria of France、1609年11月25日 - 1669年9月10日）は、イングランド王チャールズ1世の王妃。イングランド王妃、スコットランド王妃、アイルランド王妃の称号を持つ。フランス語名はアンリエット・マリー・ド・フランス（Henriette Marie de France）。息子にチャールズ2世とジェームズ2世の2人、孫にメアリー2世、ウィリアム3世、アンの3人の君主がいる。
カトリック信者だったためにイングランドでは人気がなく、国教会での戴冠を拒否したため、王妃としての戴冠式は一度も行われないままだった。後半生は清教徒革命（イングランド内戦）により不穏となったイングランド国内の対応に追われるようになり、第一次イングランド内戦（1642年 - 1646年）が最高潮となった1644年に、末娘のヘンリエッタ・アンの出産直後に故国フランスへの亡命を余儀なくされた。そして1649年に夫であったイングランド国王チャールズ1世が処刑され、ヘンリエッタ・マリアは経済的苦境に陥っている。フランスではパリで亡命生活を送っていたが、1660年の王政復古で長男チャールズがチャールズ2世としてイングランド国王に即位するとともにイングランドへ帰還した。しかしながら1665年には再びパリへと戻り、4年後の1669年にコロンブで死去し、歴代フランス王家の墓所ともいえるサン＝ドニ大聖堂に埋葬された。
イングランド人が入植した北米のメリーランド植民地は、チャールズ2世がヘンリエッタ・マリアにちなんで名付けた地名で、現在もアメリカ合衆国メリーランド州としてその名を残している。

## 生涯

### 幼少期

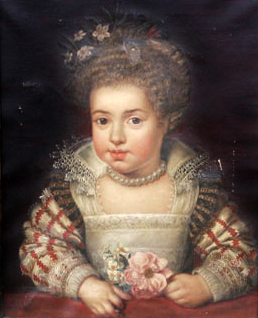
フランス王女時代（フランス・ポルビュス（子）画、ピッティ美術館所蔵）

1609年にパリのルーヴル宮殿で、フランス王アンリ4世と2番目の王妃マリー・ド・メディシスとの第6子として誕生した。誕生日は11月25日とされているが、11月26日とする説もある。当時のイングランドではグレゴリオ暦とともにユリウス暦も依然として使用されており、ユリウス暦に従ってヘンリエッタ・マリアの誕生日を11月16日としている記録も存在する。
アンリエット・マリーはブルボン王家の嫡出子「フィーユ・ド・フランス」であり、アンリ4世の後に即位するルイ13世の末妹である。父王アンリ4世はアンリエット・マリーが1歳にも満たない1610年5月14日に暗殺され、数年後には母マリー・ド・メディシスも兄ルイ13世との関係が悪化し王宮から追放されている。
1619年に姉クリスティーヌがサヴォイア公ヴィットーリオ・アメデーオ1世と結婚してフランスを去ると、10歳のアンリエット・マリーは一人前の姫君（マダム・ロワイヤル：王の最年長かつ未婚の娘に授けられる称号）として扱われるようになった。彼女は他の姉たちと同様に、乗馬、舞踏、歌唱などの手ほどきを受けており、王宮で行われる寸劇に参加することもあった。学術的な才能があったかどうかについては定かではないが、カルメル会の強い影響のもとでカトリック信者としての信仰を育んでいったことは確かである。1622年ごろには200名ほどの従者に囲まれてパリで暮らしており、アンリエット・マリーの結婚話も次第に本格化しつつあった。

### イングランド王妃

#### チャールズ1世との結婚
アンリエット・マリーがイングランド王チャールズ1世と結婚したのは1625年6月13日のことで、当時のイングランドは、短期間とはいえそれまでの親スペイン政策から親フランス政策へと変わりつつあった。
結婚当初の両者の関係は良好とはいえなかったが、後に極めて親密な夫婦関係を築くことになった。ただし、彼女はイングランド社会に馴染めず、チャールズと結婚するまで英語を話した経験がなく、結婚後20年以上経った1640年代後半になっても英語での読み書き、会話に不自由するほどだった。このことと、熱心なカトリック信者だったことが相まって当時のイングランド社会からは異端視され、宗教的にも不寛容な王妃であると見なされるようになり、イングランドの一般大衆から徐々に人気を失っていった。1630年代のヘンリエッタ・マリアは「生来政治に無関心で、無教育、軽率な」人物であると評価されているが、信心深さ、女性らしさ、芸術に対する後援などに一定の個人的な美点を見出す意見もある。

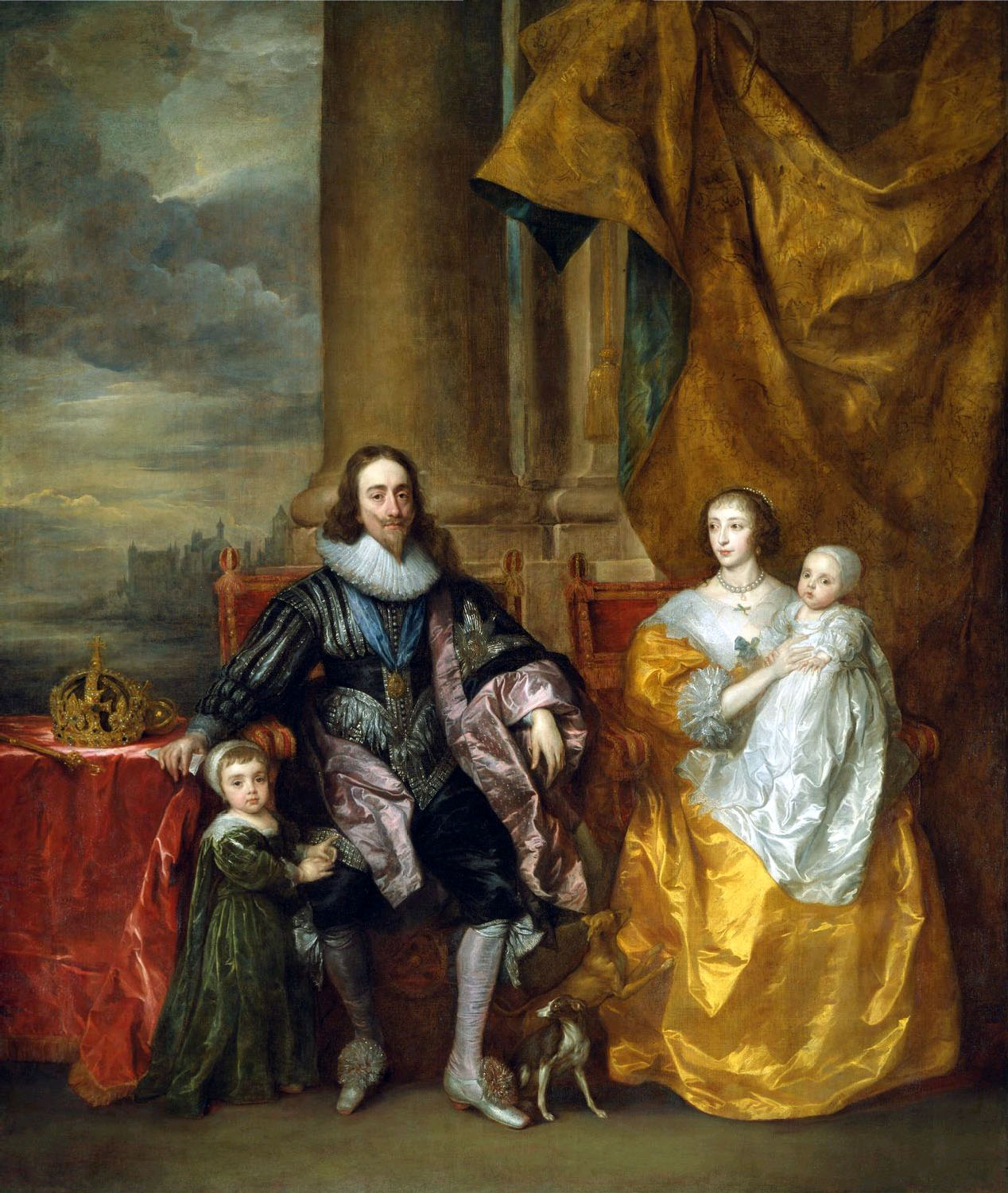
アンソニー・ヴァン・ダイクが1633年に描いたチャールズ1世とヘンリエッタ・マリア、王太子チャールズ（後の国王チャールズ2世）とヨーク公ジェームズ（後の国王ジェームズ2世）の肖像画。チャールズ1世の足元に描かれているグレイハウンドは、夫婦間の貞節を象徴している。
ロイヤル・コレクション所蔵

ヘンリエッタ・マリアが最初に未来の夫たるチャールズに出会ったのは1623年のパリである。当時のチャールズはまだ王太子で、重臣のバッキンガム公ジョージ・ヴィリアーズとともにスペイン王フェリペ3世の第2王女マリア・アナとの縁談をまとめるためにスペインのマドリードへと向かっていた。この旅の途中でチャールズがパリに立ち寄ったときに、フランス王宮で開かれた歓迎の晩餐会が2人の初対面となった。しかしスペインとイングランドの縁談は、フェリペ3世の息子でマリア・アナの兄のフェリペ4世が妹との結婚の条件として、チャールズのカトリックへの改宗と、イングランド、スペイン間で結ぶ条約の保証として結婚後1年間はチャールズがスペインで暮らすことを求めたために成立しなかった。
スペイン王女マリア・アナとの結婚話が流れたチャールズは、フランス王家に新しく花嫁を求めた。1624年に国王の代理人ケンジントンが王太子妃にふさわしい女性王族を探すためにパリに派遣され、最終的にはカーライル伯ジェイムズ・ヘイとホランド伯ヘンリー・リッチが、パリでチャールズとヘンリエッタ・マリアとの縁談をまとめ上げた。結婚時のヘンリエッタ・マリアはわずか15歳だったが、当時の王女の結婚年齢としては異例の若さというわけではない。
ヘンリエッタ・マリアの容貌については人によって異なる見解が存在している。チャールズの姪にあたるプファルツ選帝侯フリードリヒ5世とチャールズの姉エリザベスの末娘ゾフィーは32歳ごろに会ったヘンリエッタ・マリアについて「ヴァン・ダイクが描いた素晴らしい肖像画を通じて、私はイングランドの女性は美しい方ばかりだと思い込んでいました。しかしながら驚いたことに、肖像画であれほど美しくすらっとしていたイングランド王妃は実際にお会いしてみると、とっくに盛りを過ぎてしまった女性でした。ひょろ長い痩せた腕、かしげた肩、さらにまるで牙のように口からはみ出した歯をした方でした」と書き残している。しかし、綺麗な目と鼻、美しい顔色をしていたともされている。
イングランドに輿入れしたヘンリエッタ・マリアは非常に多くの持参金、美術品、衣装を持ち込んだ。ダイアモンド、真珠、指輪、ダイヤの飾りボタン、サテンやヴェルヴェットのガウン、豪奢な刺繍飾りのマント、10,000ルーブル相当の食器、シャンデリア、絵画、書物、礼服、寝具一式などで、さらにフランスで選ばれた12名の神愛オラトリオ会修道女と侍女も随行していた。
ヘンリエッタ・マリアがチャールズとの代理結婚式 (Proxy marriage) を挙げたのは1625年5月11日で、チャールズがイングランド王位に就いて間もなくのことだった。正式な結婚式は1625年6月13日のことで、ケント州カンタベリーの聖オーガスティン修道院で挙行されたが、カトリック信者だったヘンリエッタ・マリアは英国教会での戴冠を拒否した。ヘンリエッタ・マリアはフランスのカトリック司教から戴冠を受けることを申し出たが、チャールズ1世とイングランド王宮にとってこの代替案は到底受け入れられるものではなかった。結局ヘンリエッタ・マリアはチャールズ1世が独りで戴冠するところを、目立たない場所から見ることを許されただけだった。この戴冠式でのいざこざが、ロンドン市民のヘンリエッタ・マリアに対する心証を激しく悪化させることとなり、イングランドの親フランス感情も、ユグノー反乱 (Huguenot rebellions) におけるプロテスタントへの支持に移行しつつあった。そしてイングランドの国内問題が悪化するとともに、イングランド国民はヨーロッパ諸国の政治情勢への関心を失っていった。

#### カトリック信仰とヘンリエッタ・マリアの側近

『王妃ヘンリエッタ・マリアと小人ジェフリー・ハドソン卿の肖像』（1633年）
アンソニー・ヴァン・ダイク、ナショナル・ギャラリー・オブ・アート（ワシントン）所蔵
猿は通常であれば、小人のような道化に対する相談相手の象徴として描かれることが多い。しかしこの作品では、ヘンリエッタ・マリアが集めていた異国の動物を表現しているとされており、背後のオレンジの木はヘンリエッタ・マリアが庭園を好んでいたことを表していると考えられている。

ヘンリエッタ・マリアは非常に熱心なカトリック信者で、このことがイングランド王妃としての立場だけではなく、結婚当初の夫婦生活にも大きな影響を与えている。チャールズ1世はヘンリエッタ・マリアのことをたんに「マリア (Maria)」と呼んでおり、イングランドの大衆も「メアリ王妃 (Queen Mary)」と呼んでいたが、この呼称はチャールズ1世の祖母で同じくカトリック信者だったスコットランド女王メアリ (Mary) とのあてこすりでもあった。
ヘンリエッタ・マリアは自身のカトリック信仰を隠すことはなく「目に余る」「悪びれようともしない」とまでいわれていた。カトリック家庭の長男を強制的にプロテスタントとして育てるべきではないかという世論を妨害し、当時のイングランドの法律では違法だったカトリック式の結婚式を擁護しようとした。また、1626年7月にヘンリエッタ・マリアが、タイバーン刑場で処刑されたカトリック信者のために祈りを捧げたことが激しい論争となっている。1620年代のイングランドではカトリック信者が弾圧されており、このことがカトリック信者のヘンリエッタ・マリアを激怒させたのである。後にヘンリエッタ・マリアはフリードリヒ5世の三男かつゾフィーの兄で、夫の甥にあたるカルヴァン主義者のルパート（後のカンバーランド公）がイングランド滞在している時にカトリックへの改宗を勧めたが、これは失敗に終わっている。
ヘンリエッタ・マリアはフランスから多くの高年俸のカトリック信者の随行員を伴っていた。チャールズ1世は王妃をとりまくこれら側近のために結婚生活がうまくいっていないと不満を漏らしている。また、当時のイングランド王宮ではフランス文化の影響が強く、フランス語がより礼儀正しく上品な言葉として王宮内で用いられてもいた。そしてチャールズ1世は1626年6月26日に、ヘンリエッタ・マリアにフランスから随行してきた人々のイングランド王宮からの追放を求めた。ヘンリエッタ・マリアはこのことに大きく憤慨し、さらに追放令を受けた随行員の中にはメンデス司教のように王宮から出て行くことを拒否したうえに、自分たちのイングランド王宮における立場はフランス王から正式に認められたものだと訴え出る者もいた。最終的にチャールズ1世は、随行員たちを強制的に王宮から排除するために武装した衛兵を使わざるを得なかった。しかしながらチャールズ1世の命令にもかかわらず、ヘンリエッタ・マリアのもとには、個人付聖職者、聴罪司祭ロバート・フィリップら、フランスからの側近が7名残されている。
チャールズ1世によるこの追放令は、ヘンリエッタ・マリアの浪費癖と大いに関係がある。結婚当初のヘンリエッタ・マリアの金使いの荒さは桁外れで、支払に数年かかるような負債を抱えることすらあった。最初にヘンリエッタ・マリアの財政管理を担当していたのはジャン・カイユだったが、1626年にトトネス伯ジョージ・カルー (en:George Carew, 1st Earl of Totnes)、1629年には準男爵リチャード・ウィン (en:Sir Richard Wynn, 2nd Baronet) と担当者が変わっている。しかしながら、金のかかるフランスからの側近の半数近くを遠ざけ、財政管理担当者を一新してもヘンリエッタ・マリアの浪費は止むことがなかった。チャールズ1世から多くの贈り物を受け取っていたにもかかわらず、1627年には秘密裏に借金をしており、イングランド内戦が勃発する直前まで多くの高価な衣服を購入し続けた記録が残っている。
それから数年の間に、ヘンリエッタ・マリアの周りに新たな側近層が形作られた。セント・オールバンズ伯ヘンリー・ジャーミンがヘンリエッタ・マリアの寵臣となり、1628年には副侍従の職に就いた。デンビ伯夫人スーザン・フェイルディング (en:Susan Feilding, Countess of Denbigh) は王妃付女官長 (en:Lady of the Bedchamber) に就任し、個人的にもヘンリエッタ・マリアの親友となっている。また、ヘンリエッタ・マリアは宮廷に、ジェフリー・ハドソン (en:Jeffrey Hudson) やリトル・サラら数名の小人を雇い入れている。1630年までに、ヘンリエッタ・マリアは自身の邸宅としてサマセット・ハウス、プラセンティア宮殿 (en:Palace of Placentia)、オートランズ宮殿 (en:Oatlands Palace)、ノンサッチ宮殿、リッチモンド宮殿、ホールデンビー・ハウス (en:Holdenby House) を与えられ、さらに1639年にはチャールズ1世がヘンリエッタ・マリアのためにウィンブルドン・ハウスを購入している。これらのほか、ヘンリエッタ・マリアは、珍しい犬、猿、鳥なども買い入れている。

#### ヘンリエッタ・マリアとチャールズ1世

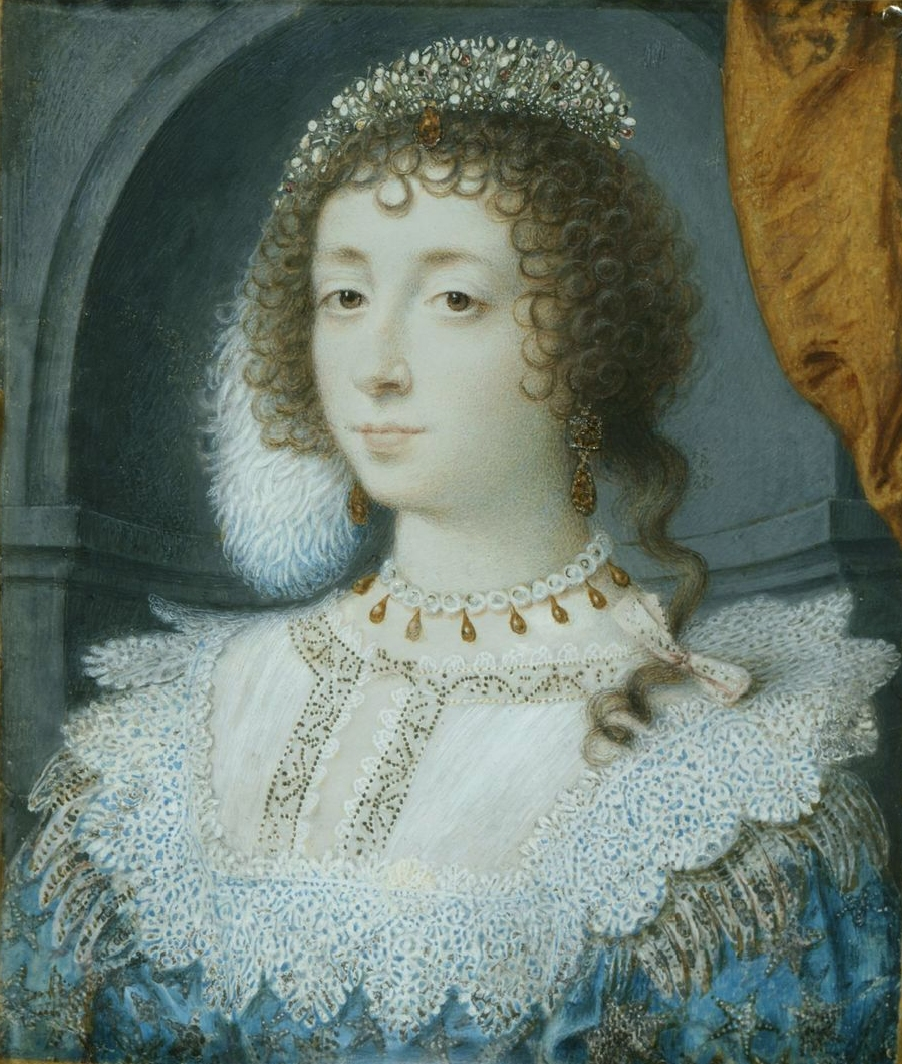
ジョン・ホスキンズ (:en:John Hoskins (painter)) が1632年頃に描いた、ヘンリエッタ・マリアのミニアチュール。
ロイヤル・コレクション所蔵

結婚当初のヘンリエッタ・マリアとチャールズ1世の仲は良好なものではなく、チャールズ1世がフランスからの側近を追放してからも関係はなかなか好転しなかった。結婚当初のヘンリエッタ・マリアが心を開いたイングランド人に、カーライル伯の夫人ルーシー・ヘイ (en:Lucy Hay, Countess of Carlisle) がいる。ルーシーの夫はチャールズ1世が重用した側近 (en:Gentleman of the Bedchamber)で、ヘンリエッタ・マリアとチャールズ1世の結婚をまとめ上げた人物である。ルーシーは敬虔なプロテスタント信者で、その美貌と際立った個性を謳われた女性だった。当時のルーシーはバッキンガム公の愛人ではないかと噂されており、現在でも、ルーシーがヘンリエッタ・マリアに近づいたのは、新しい王妃のもとでのバッキンガム公の立場を強化するためではないかという説がある。いずれにせよ、1628年の夏ごろにはヘンリエッタ・マリアとルーシーは親密になり、ルーシーは王妃付きの女官 (en:Lady-in-waiting) に選ばれている 。
しかしながら、1628年8月にバッキンガム公が暗殺されると、チャールズ1世に対してそれまでバッキンガム公が担っていた役割を果たす家臣は出てこなかった。ヘンリエッタ・マリアとチャールズ1世の関係は急速に深まり、強い信頼と愛情関係を築きだし、ヘンリエッタ・マリアとチャールズ1世の間には明るい冗談が絶えることがなかった 。1628年にヘンリエッタ・マリアは最初の子供を身ごもったが、1629年3月13日にひどい難産の末に死産している。1630年には将来イングランド王チャールズ2世として即位する男児が産まれたが、王室侍医テオドール・ド・マイエルヌは、この出産も難産だったことを記録している。そして、王太子を出産したこともあってヘンリエッタ・マリアは、過去にバッキンガム公が果たしていたチャールズ1世のもっとも身近な相談相手という役割を事実上手に入れることとなった。
1634年にヘンリエッタ・マリアは、それまでお気に入りだったルーシー・ヘイとの交際を完全に停止し、チャールズ1世と過ごすことをもっとも重要視し始めた。ヘンリエッタ・マリアとルーシーが不仲になった原因は明らかになっていない。カトリックのヘンリエッタ・マリアから見れば、敬虔なプロテスタントだったルーシーの生活は放縦にうつり、さらにルーシーの自信に満ちた態度とその美貌に何らかの不安を感じたのではないかという説もある。

#### 芸術の後援者として

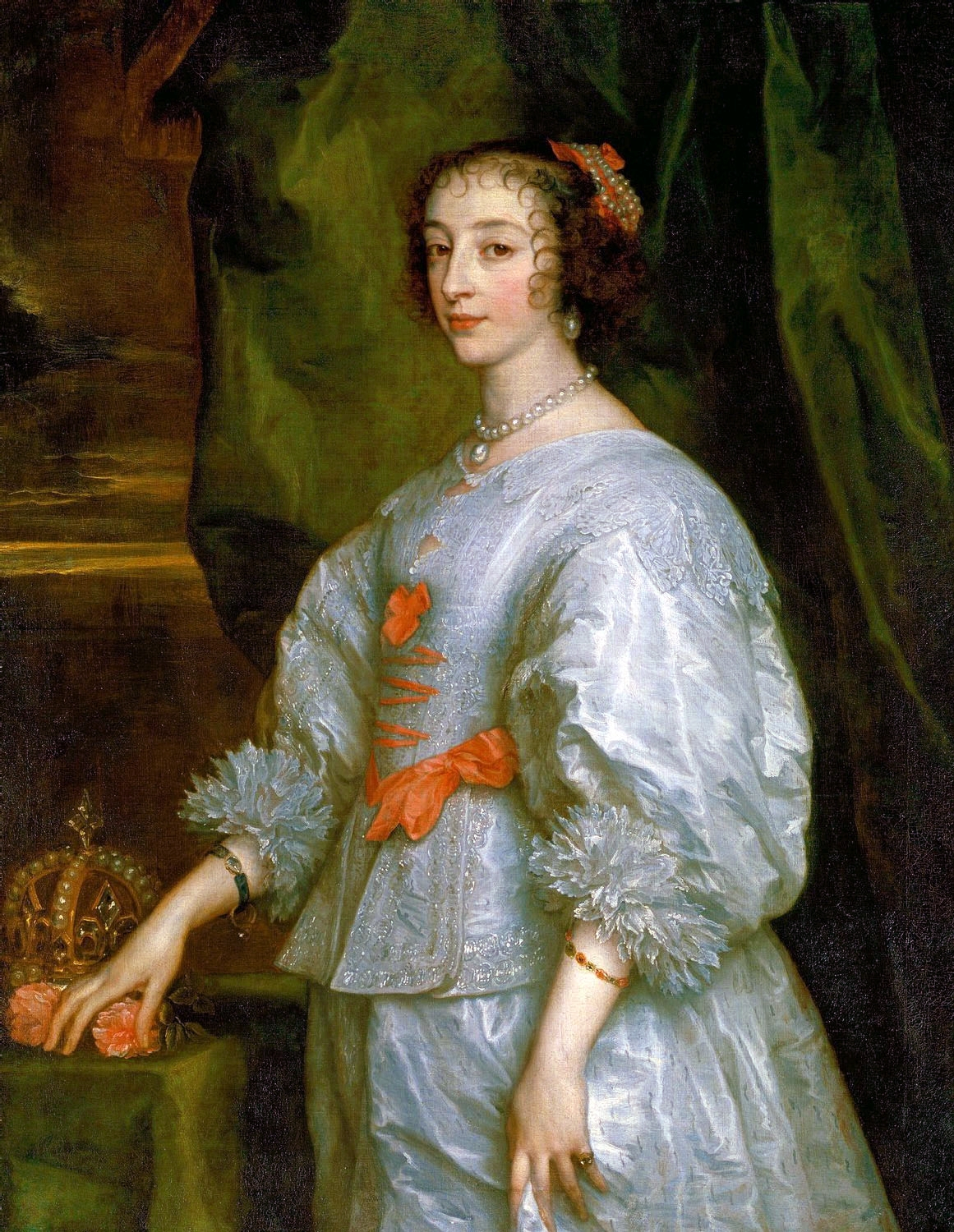
アンソニー・ヴァン・ダイクが1632年に描いたヘンリエッタ・マリア。
ロイヤル・コレクション所蔵

ヘンリエッタ・マリアは芸術に強い関心を抱いており、宮廷行事の構想など様々なかたちで芸術活動を支援している。さらにヘンリエッタ・マリアとチャールズ1世は、絵画作品の「熱心で博識な収集家」だった。ヘンリエッタ・マリアがパトロンとなった芸術家のうち著名な人物として、1626年にフランスから招聘したお気に入りの宮廷人フランソワ・ド・バッソンピエール (en:François de Bassompierre) とともにイングランドへ招かれたイタリア人画家オラツィオ・ジェンティレスキがあげられる。オラツィオと、その娘で同じく画家の道を選んだアルテミジア・ジェンティレスキは、プラセンティア宮殿クイーンズ・ハウスの大規模な天井画制作に携わっている。イタリア人画家グイド・レーニもヘンリエッタ・マリアが好んだ画家で、そのほかにミニアチュール作家のジャン・プティト (en:Jean Petitot))、ジャック・ブールディエの後援者になっている 。
チャールズ1世が絵画や美術品に多大な興味を持っていたのに対し、ヘンリエッタ・マリアは歴代スチュアート王族のなかでももっとも重要な仮面劇のパトロンとなっていった。ヘンリエッタ・マリアは、劇作家ウィリアム・ダヴナント (William Davenant) が1640年に発表した『サルマキスの略奪 (Salmacida Spolia)』など、多くの仮面劇に自身で出演しているほか、1638年にダヴナントがイングランド桂冠詩人の称号を手にしたことにも力を貸している。さらに作曲家ニコラス・ラニエー (en:Nicholas Lanier) のミュージカル作品に支援を行っている。

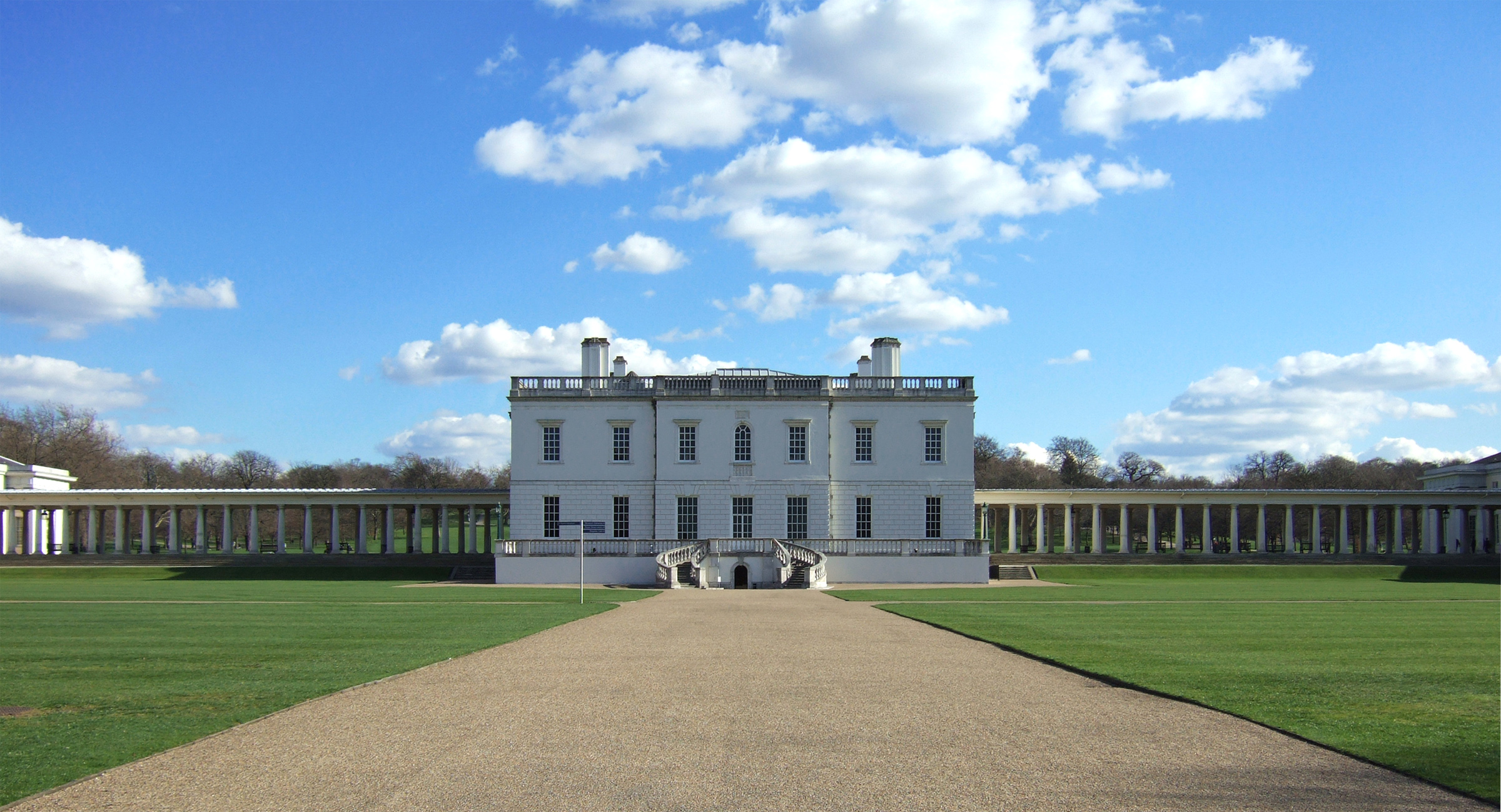
プラセンティア宮殿のクイーンズ・ハウス。ジェームズ1世妃アン・オブ・デンマークが計画したが、アンの死によって中断されていたものをヘンリエッタ・マリアが出資し、イニゴー・ジョーンズの設計で完成した。

ヘンリエッタ・マリアは彫刻や建築といった立体芸術にも興味を示し、デザイナーのイニゴー・ジョーンズを王室営繕局長官として採用し、1630年代に多くの建物を建造させている。また、チャールズ1世と同じく、ヘンリエッタ・マリアは園芸そのものではなく庭園の設計に熱中した。フランス人造園家アンドレ・モレ (en:André Mollet) を雇い入れ、ウィンブルドン・ハウスにバロック様式の庭園を造らせている。ヘンリエッタ・マリアはフランス人彫刻家ユベール・ル・スール (en:Hubert Le Sueur) も後援しており、外観こそ簡素ではあるが、内装が金銀で装飾された聖遺物箱を始め、絵画、彫刻、庭園、さらにはルーベンスが描いた祭壇画、フランソワ・デュサルト (en:François Dieussart) がデザインした聖体顕示台などで豪華に飾り立てられた、壮大な浪費として悪名高かった礼拝堂の建設にも一役買っている。

### イングランド内戦
1640年代にかけて、イングランド、スコットランド、アイルランドの三国を巻き込んだ清教徒革命、さらにイングランド内戦が勃発し、イングランドでは国王派と議会派が激しく対立した。王妃ヘンリエッタ・マリアはこの対立に大きく巻き込まれ、最終的には夫たる国王チャールズ1世の処刑と、自身の母国フランスへの亡命という結果となった。
この内戦下でヘンリエッタ・マリアがどのような役割を果たしたのか、国王派の敗北にどの程度の影響を与えたのかについては様々な議論がある。伝統的な見方としては、気が強い王妃が気の弱い国王をそそのかして道を誤らせ、最悪の結果を招いたという説がある。イギリス人歴史家ヴェロニカ・ウェッジウッドは、ヘンリエッタ・マリアがチャールズ1世に絶え間なく及ぼしていた影響力を「彼（チャールズ1世）は宗教以外のあらゆることについて彼女（ヘンリエッタ・マリア）の助言を求めた」とし、国王の諮問機関の正式なメンバーにヘンリエッタを任命できないことにチャールズ1世は不平を持っていたとしている。
1970年代にはヘンリエッタ・マリアが政治方面で果たした役割はごく限定的なもので、チャールズ1世は自分自身で多くのことを決定していたとする別の説が唱えられた。クィントン・ボーンも、チャールズ1世は王妃を深く信頼していたが、政治に関する王妃の意見に耳を傾けることはほとんどなかったと結論付けている。これらの見解よりもさらに新しい第三の説として、ヘンリエッタ・マリアは政治力を行使して、国王派と議会派の対立に介入したというものがある。ヘンリエッタ・マリアの言動が、直接的ではないにせよチャールズ1世の選択肢をどんどん狭め、その行動へ影響を与えていったという説である。

#### イングランド内戦前

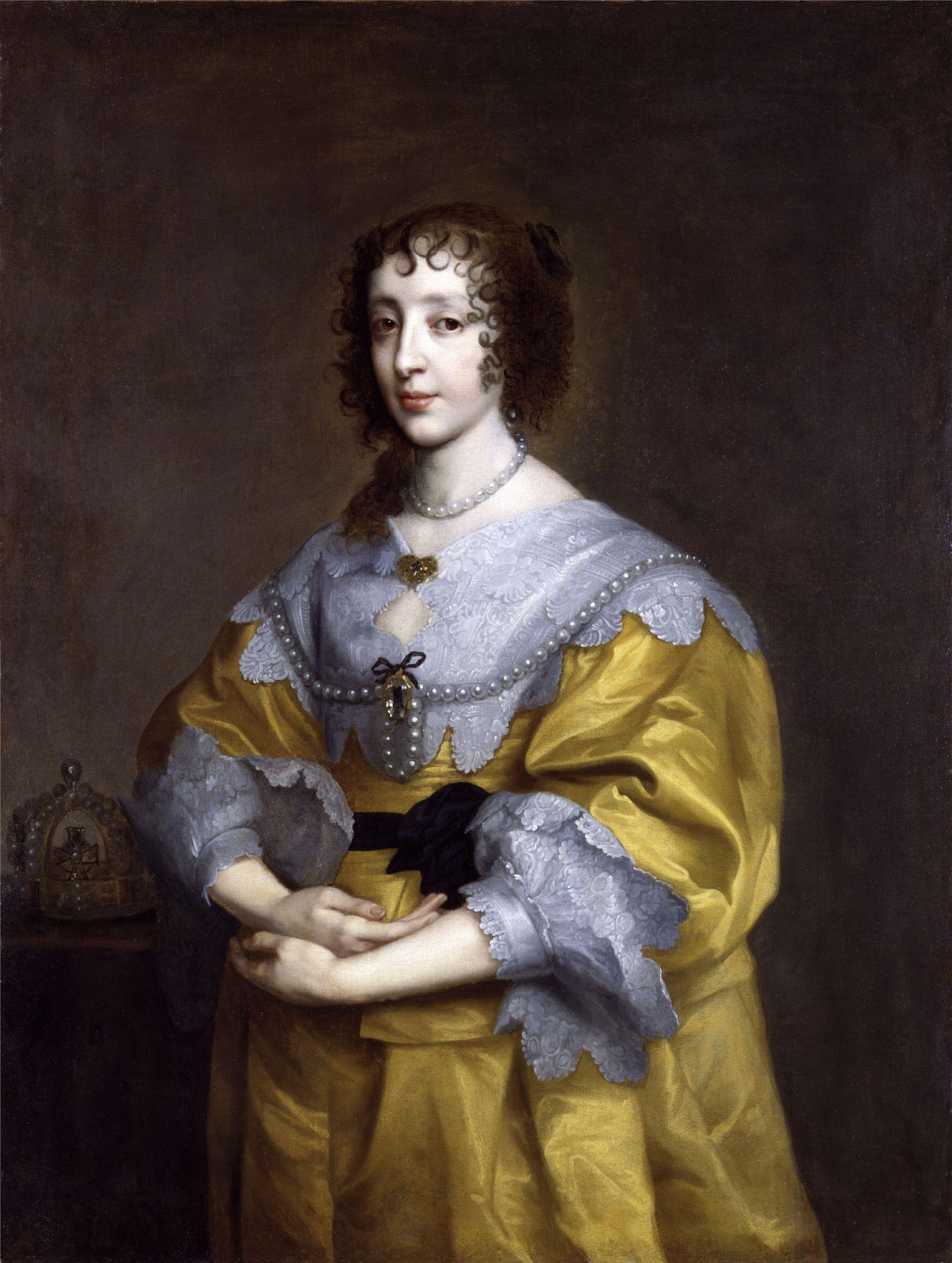
1632年 - 1635年頃にアンソニー・ヴァン・ダイクが描いたヘンリエッタ・マリアの肖像画。

1630年代終わりに、国王派と議会派を始めとする各派閥の対立はイングランド社会全体を巻き込んで緊張の度合いを深めていった。宗教、社会、道徳、政治権力などに関する論争が、イングランド内戦の勃発前に最高潮に達していた。このような社会的情勢のなかで、ヘンリエッタ・マリアの強固な宗教観と王宮での暮らしぶりは、イングランド内戦が起こる1642年までに「ほとんどの臣民から個人的な尊敬も忠誠心も得ることのできない、きわめて不人気な王妃」となっていた。
ヘンリエッタ・マリアはカトリック信者への共感を依然として持ち続けており、1632年にはサマセット・ハウスに新しくカトリック礼拝堂の建設を開始している。ヘンリエッタ・マリアが新しく建てさせた、外装こそ簡素ではあるが贅を凝らした内装のカトリック礼拝堂の完成式典は、1636年に華々しく挙行された。そしてこのことが、イングランドのプロテスタントたちに大きな警戒心を抱かせる結果となったのである。
ヘンリエッタ・マリアの宗教的な活動は、17世紀当時のヨーロッパにおける現代的なカトリック教義をイングランドへと持ち込むことに重点を置いていたように見える。事実、ヘンリエッタ・マリアの周囲には、感化されてカトリックに改宗する者が続出している。歴史家のケヴィン・シャープ (en:Kevin Sharpe (historian)) は、1630年代終わりのイングランドには30万人以上のカトリック信者がおり、イングランド王宮内でもカトリック信者であることが禁忌とは見なされていなかったとしている。そして、チャールズ1世は、カトリック信仰に対して明確な態度を示さず、宮廷人のカトリック改宗を阻止する策を講じなかったとして、大きな批判にさらされ始めた。また、ヘンリエッタ・マリアは、カトリックの司祭だったリチャード・ブラント (en:Richard Blount) が1638年に死去した際に、自身の個人礼拝堂で鎮魂ミサを開くことすらしている。さらに1630年代を通じて王宮で開催される仮面劇への出演を続けたことも、イングランド社会のピューリタン層から批判を受けた。ヘンリエッタ・マリアが仮面劇で好んで演じたのは、キリスト教統一、カトリック、精神的愛情を礼賛する役だった。
イングランドのプロテスタント社会からのヘンリエッタ・マリアに対する不満は、徐々に憎悪へと変わっていった。スコットランド人医師にしてピューリタン牧師だったアレクサンダー・レイトン（en:Alexander Leighton）は、チャールズ1世が主催する星室庁において宗教的な理由で有罪とされ収監される前の1630年に、ヘンリエッタ・マリアを激しく糾弾する小論文を発表している。また、1630年代終わりにはピューリタンの間で有名だった法曹家ウィリアム・プリンも、劇に出る女優たちは悪名高き売春婦ばかりだという、仮面劇に出演するヘンリエッタ・マリアに対する明らかな当てこすりを書いて、耳削ぎの刑に処せられている。ロンドンの大衆は、カトリックへの信仰制限を契機として発生した1641年のアイルランド反乱をヘンリエッタ・マリアの責任に帰し、イエズス会がヘンリエッタ・マリアをカトリックの象徴に祭りあげて引き起こした組織的反逆であると見なしていた 。実際のところは、1630年代のヘンリエッタ・マリアがロンドンの大衆に姿を見せることはほとんどなく、チャールズ1世とともにほとんどの時間を王宮内で過ごしていた。これは国王夫妻が私生活を重要視していたことと、宮廷内の催事に時間をかけていたためだった。

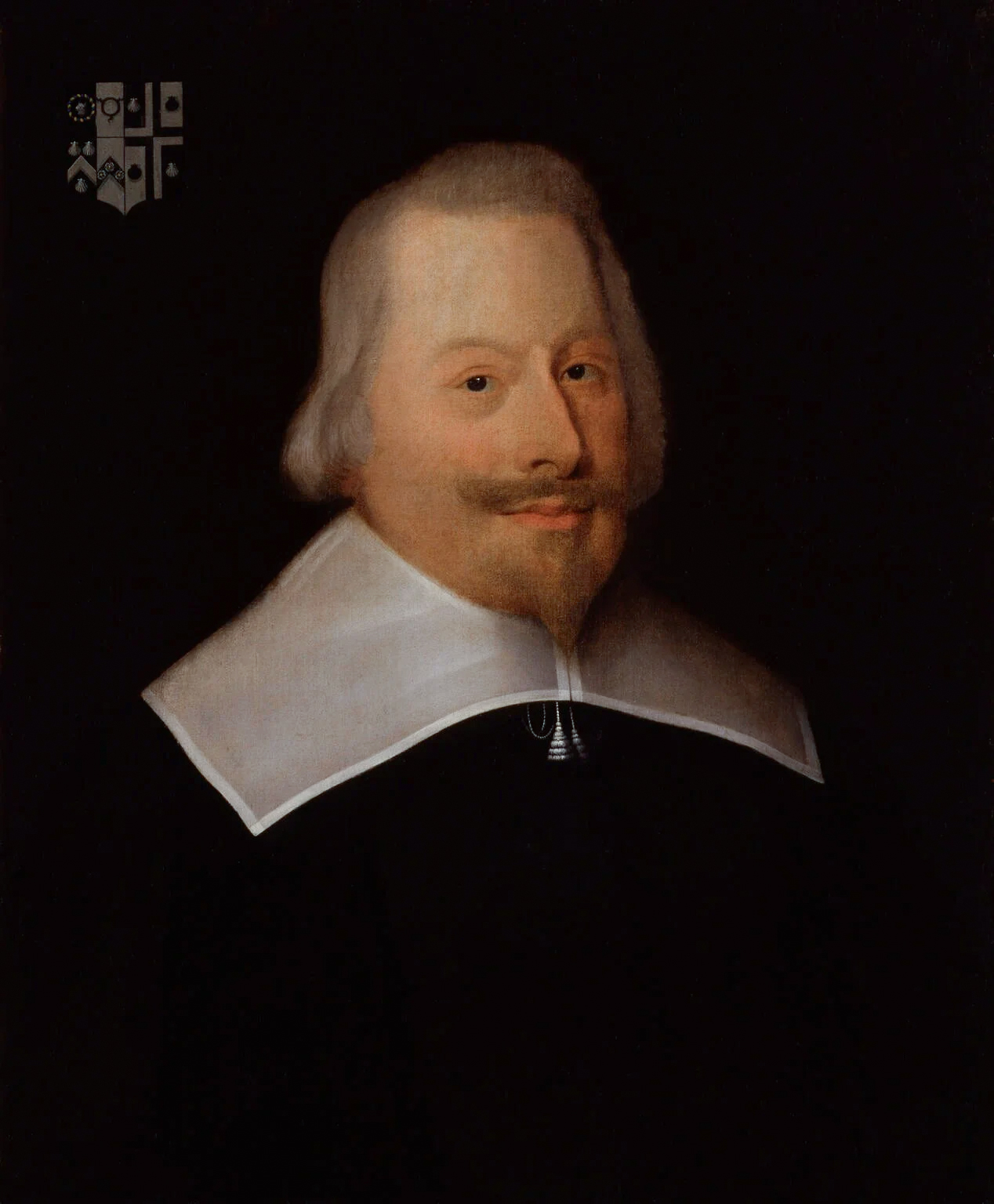
エドワード・バウワーが1640年に描いたジョン・ピムの肖像画。ピムは議会派初期における主導的な政治家で、国王夫妻を激しく糾弾した。
ナショナル・ポートレート・ギャラリー所蔵

1641年までに、ジョン・ピム率いる議会派の議員たちが国王チャールズ1世への圧力を強めだしたが、ピム自身も主教戦争などいくつかの内乱に関与したとして苦境に立っていた。しかしながら議会派議員は、チャールズ1世の側近だったカンタベリー大主教ウィリアム・ロードとストラフォード伯爵トマス・ウェントワースを強引に逮捕し、処刑に追い込んだ。次にピムは、チャールズ1世にさらなる圧力をかけるために、王妃ヘンリエッタ・マリアに目を付けた。1641年の終わりにはチャールズ1世への弾劾文といえる「議会の大諫奏」が議会で可決されている。この諫奏にヘンリエッタ・マリアに直接言及した箇所はなかったが、文中で糾弾されているローマ・カトリックの陰謀に、ヘンリエッタ・マリアが関与しているとほのめかされているのは誰の目にも明らかだった。このような情勢下で、ヘンリエッタ・マリアの寵臣で、1630年代にカトリックへと改宗したセント・オールバンズ伯は、1641年にイングランドを離れて大陸への逃避を余儀なくされた。
ヘンリエッタ・マリアは、チャールズ1世にピム一派への断固たる処置を望んだとされる。そして1642年1月にチャールズ1世が下した反国王派議員（ピム、ジョン・ハムデン、アーサー・ヘジルリッジ、デンジル・ホリス、ウィリアム・ストロード）の逮捕命令にもヘンリエッタ・マリアの意思が働いていると信じられているが、この説を裏付ける確実な証拠は存在していない。結局チャールズ1世による反国王派議員の逮捕は失敗に終わり、ピム一派はチャールズ1世が派遣した拘束兵から逃れることに成功したが、これは以前ヘンリエッタ・マリアの友人だったルーシー・ヘイが反国王派議員に逮捕の情報を漏らしたためだという説がある。
ここにいたって反国王派の反発は頂点に達し、ヘンリエッタ・マリアとチャールズ1世は政治の中心であるホワイトホールにあった宮殿から、ハンプトン・コート宮殿へと隠棲することとなった。当時の在英フランス大使ラ・フェルテ・アンボー侯爵は、フランス出身の王妃ヘンリエッタ・マリアへの反感がフランスへの攻撃となることを回避しようと務めているが、チャールズ1世とフランスとの関係については全く無関心だった。ラ・フェルテ・アンボー侯爵はヘンリエッタ・マリアに身辺に気をつけることと、ピムとの和解を進言している。しかしながらイングランド情勢は確実に内戦へと向かっていき、ヘンリエッタ・マリアは自身の安全とカトリック信仰がおよぼす影響、さらにはチャールズ1世から距離を置くことによって王室に対する民衆の反感を和らげるために、2月にオランダのハーグへと居を移した。

#### 第一次イングランド内戦（1642年 - 1646年）

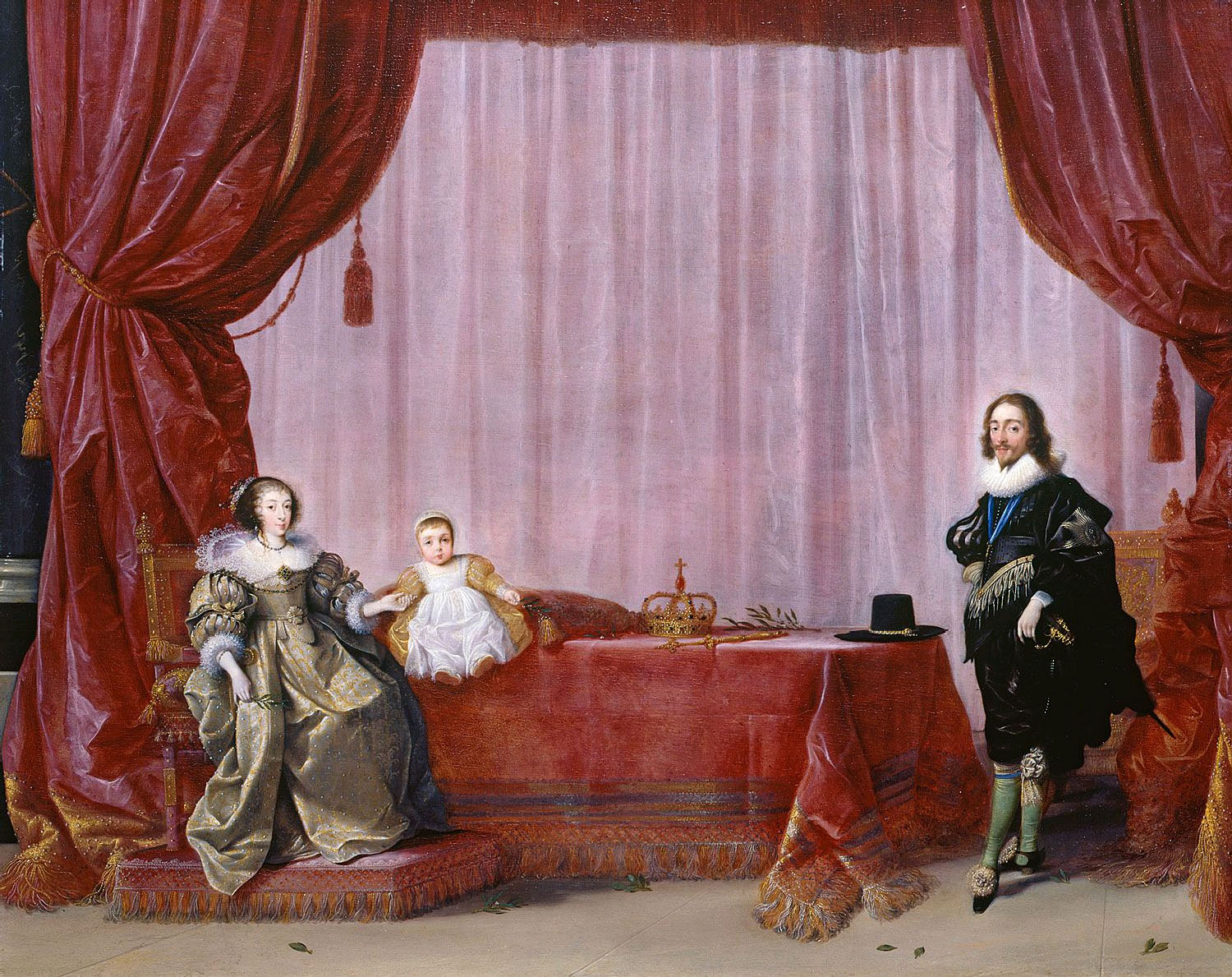
イングランド内戦前の1632年ごろにヘンドリク・ヘリッツゾーン・ポトが描いた、チャールズ1世、ヘンリエッタ・マリア、王太子チャールズ。国王夫妻はイングランド内戦中にはほとんど離れ離れに暮らしており、書簡で連絡を取り合っていた。
ロイヤル・コレクション所蔵

ついに1642年8月にイングランド内戦が勃発し、ハーグに滞在していたヘンリエッタ・マリアは、歯痛、頭痛、風邪、咳などに悩まされつつも、イングランドの国王派支援のために軍資金の調達を開始した。主にイングランド王冠の宝飾を担保にして、オラニエ公家やデンマーク王家に国王派への助力を求めている。
しかしながら、ヘンリエッタ・マリアの資金調達は容易には成功しなかった。王冠にちりばめられていた宝飾には莫大な価値があり簡単に売りさばけるものではなかったうえに、王家伝来の宝物を売却することは政治的観点からも非常に危険な行為だった。さらに買い手の立場からしても、ヘンリエッタ・マリアによる法的根拠のない私的な売却だったとして、将来イングランド議会から宝石の返還を強いられる可能性があったため、おいそれと購入するわけにはいかなかったのである。最終的にヘンリエッタ・マリアは王冠のとくに小さな宝飾を担保として、目標にはとどかなかったものの軍資金を調達することに成功した。しかしながらヘンリエッタ・マリアが、宗教紛争を解決する武器を購入するために外国人に王冠の宝飾を売却したと報道機関に発表したことが、イングランド国内における王妃の評判をさらに悪化させる結果を招いてしまった。ヘンリエッタ・マリアは、当時ヨークに滞在していた国王チャールズ1世に対して、断固たる姿勢を示すことと軍事上重要な港湾都市キングストン・アポン・ハルを早急に確保することを促したが、チャールズ1世の対応は遅々として進まずにヘンリエッタ・マリアの怒りを買っている。
1643年初頭に、ヘンリエッタ・マリアはイングランドへの帰還を企図した。一度目はハーグから船でイングランドを目指したが、途中で暴風雨のために沈没寸前となり、船出した港へと引き返すことを余儀なくされた。また、同時期にヘンリエッタ・マリアは、議会の要請で出荷が停止されていた船一隻分の武器を、早くイングランドへと送るようにオランダに働きかけたりもしている。ヘンリエッタ・マリアが2度目にイングランドへと帰還しようとしたのは1643年2月末のことで、このときにお抱えの占星術師が天災に見舞われるだろうと予言していたが、それを無視しての船出だった。このときのイングランド帰還は成功し、議会派が派遣した海軍の妨害を切り抜け、ヘンリエッタ・マリアはヨークシャーのブリッドリントン (en:Bridlington) に軍隊、武器とともに上陸することができた。追跡してきた議会派の軍艦がブリッドリントンを砲撃し始めたために、ヘンリエッタ・マリアの一行はすぐに近隣の場所へと避難せざるを得なかったが、このとき従者に置き去りにされた愛犬のミッテを助け出すために、ヘンリエッタ・マリアは砲弾が降りそそぐブリッドリントンへと戻っている。

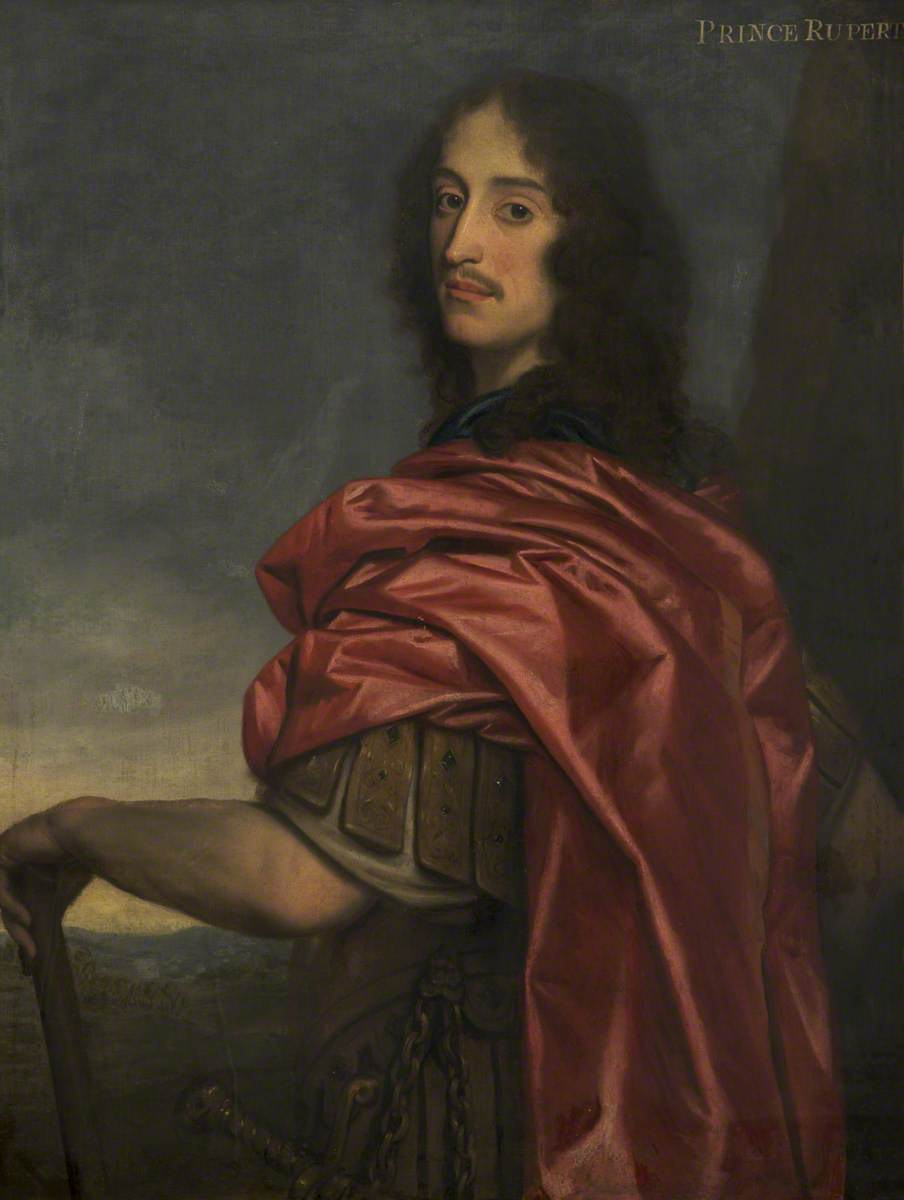
チャールズ1世の甥ルパート。イングランド内戦では国王派軍の指揮官として戦い抜き、王政復古後には初代カンバーランド公に叙されて海軍卿に任じられた。

その後、ヨークで一息ついたヘンリエッタ・マリアは、忠実な王党派であるニューカッスル伯ウィリアム・キャヴェンディッシュから歓待を受け、モントローズ侯ジェイムズ・グラハムの斡旋により、スコットランドの国王派や反議会派と現状打破に向けて議論する機会を得た。さらにアントリム伯ランダル・マクドネルの、アイルランドを根拠地としてイングランドのチャールズ1世に兵を送り、議会派に対抗するという軍略を支持している。
ヘンリエッタ・マリアはチャールズ1世に完全な勝利をもたらすため全精力をつぎ込み、議会派が持ち込む妥協案は歯牙にもかけなかった。議会派の首魁ピムやハムデンからの、講和条約を締結するためにチャールズ1世に働き変えて欲しいという親書を一蹴し、即座に議会から弾劾されたこともあった。こうした動きの一方で、議会ではサマセット・ハウスにヘンリエッタ・マリアが建てたカトリック様式の個人礼拝堂を取り壊す決議と、この礼拝堂を管理していたカプチン会修道士の逮捕とが投票にかけられていた。そして、3月に議会派の庶民院議員ヘンリー・マーティンと、マッセリーン子爵ジョン・クロットワージーが兵とともに礼拝堂に乱入し、ルーベンスが描いた祭壇画や数々の彫刻を打ち壊して、ヘンリエッタ・マリアが所蔵していた宗教的な絵画、書物、礼服を燃やしつくした。
1643年の夏にロンドンの代わりに新しく王宮が置かれたオックスフォードへ向かって南下していたヘンリエッタ・マリアは、その途中のウォリックシャーのキネトン (en:Kineton) で、チャールズ1世と再開を果たした。このときヘンリエッタ・マリアがたどった旅程は、内戦の最中のイングランド中部地方（ミッドランド）を縦断するという非常に困難なもので、チャールズ1世の甥ルパートもウォリックシャーのストラトフォード・アポン・エイヴォンへ王妃護衛の兵を手配している。困難な旅ではあったが、兵とともに屋外で食事をとったり、途中で友人宅を訪問するなど、ヘンリエッタ・マリアはこの旅を非常に楽しんでいた。ヘンリエッタ・マリアのオックスフォード到着は、王妃を称える詩が作られるなど、大きな歓呼で迎えられた。このときヘンリエッタ・マリアの口添えで寵臣ヘンリー・ジャーミンが、チャールズ1世から男爵位を与えられている。

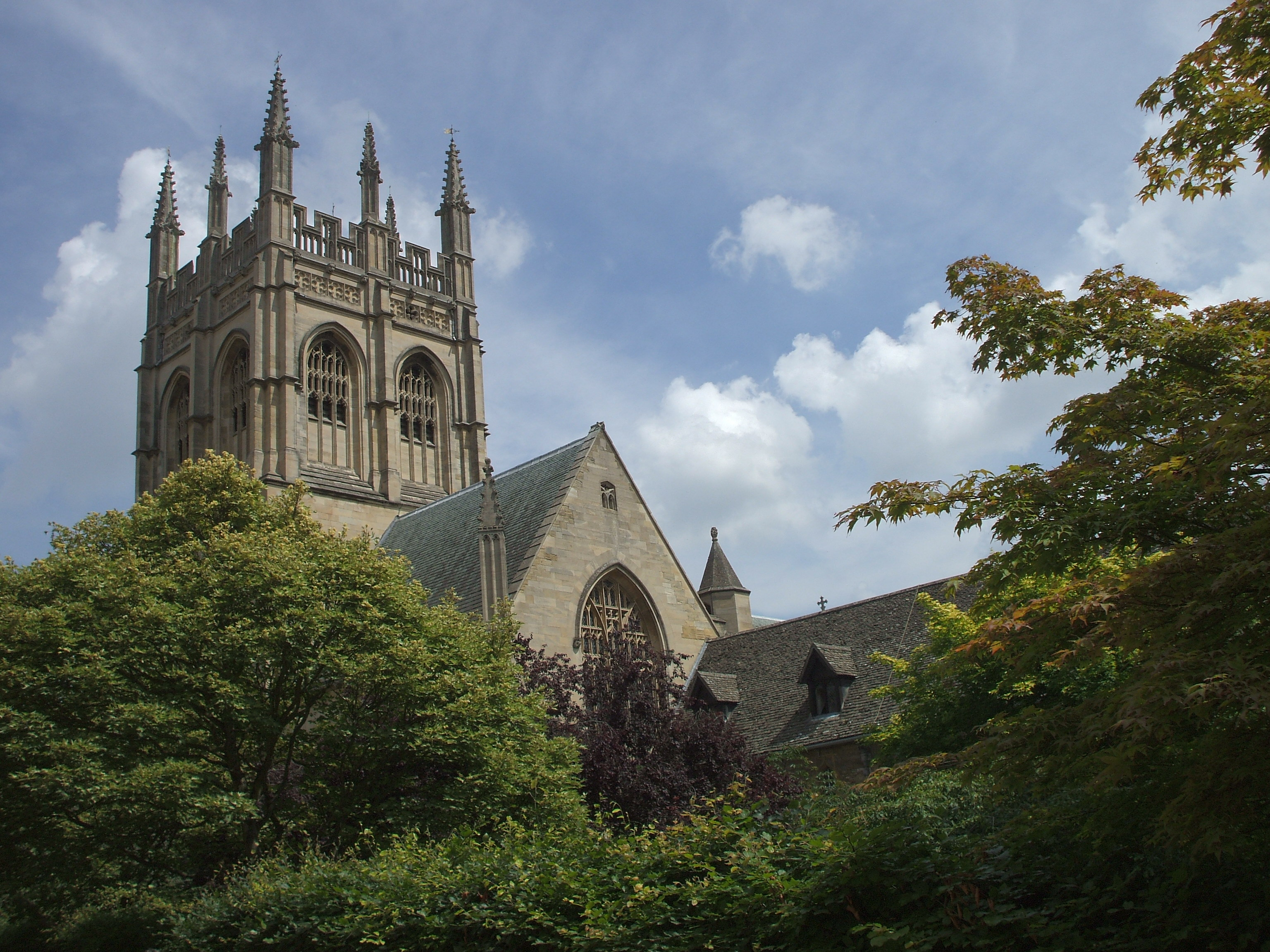
オックスフォード大学マートン・カレッジ礼拝堂。イングランド内戦中にオックスフォードに滞在していたヘンリエッタ・マリアの個人礼拝堂として使用された。

1643年の秋から冬を、ヘンリエッタ・マリアはチャールズ1世とともにオックスフォードで過ごした。この場所でイングランド内戦前と同様に楽しく宮廷生活が送れるように、ヘンリエッタ・マリアはできる限りのことをしている。オックスフォードでのヘンリエッタ・マリアの住まいは、ロンドンの王宮から運ばせた調度品で飾られたオックスフォード大学マートン・カレッジの学長室だった。ロンドン時代からヘンリエッタ・マリアの側近くに仕えていたデンビ伯夫人スーザン、劇作家ウィリアム・ダヴナント、宮廷小人は、オックスフォードでも変わらず傍らにあり、ヘンリエッタ・マリア自らブリッドリントンで救出したミッテを始めとする犬たちも部屋に溢れかえっていた。しかしながらオックスフォードは、王宮であるとともに国王派の拠点として軍事要塞化された都市であり、この相反する雰囲気がヘンリエッタ・マリアの心をしばしば痛めさせる要因ともなっていた。
1644年初頭ごろから国王派軍の戦況は悪化していった。議会派軍がイングランド北部で国王派軍を圧倒し始め、3月のオールズフォードの戦いの敗北によって、オックスフォードも安全な場所ではなくなり、当時ヘンリエッタ・アンを身篭っていたヘンリエッタ・マリアは、イングランド西部の安全なバースへと避難することが決まった。チャールズ1世は、自身と行動を共にすることとなった二人の王子チャールズ、ジェームズとアビンドンまでヘンリエッタ・アンを見送ったのちにオックスフォードへと戻っている。そして、これがヘンリエッタ・マリアとチャールズ1世との最後の別れとなった。

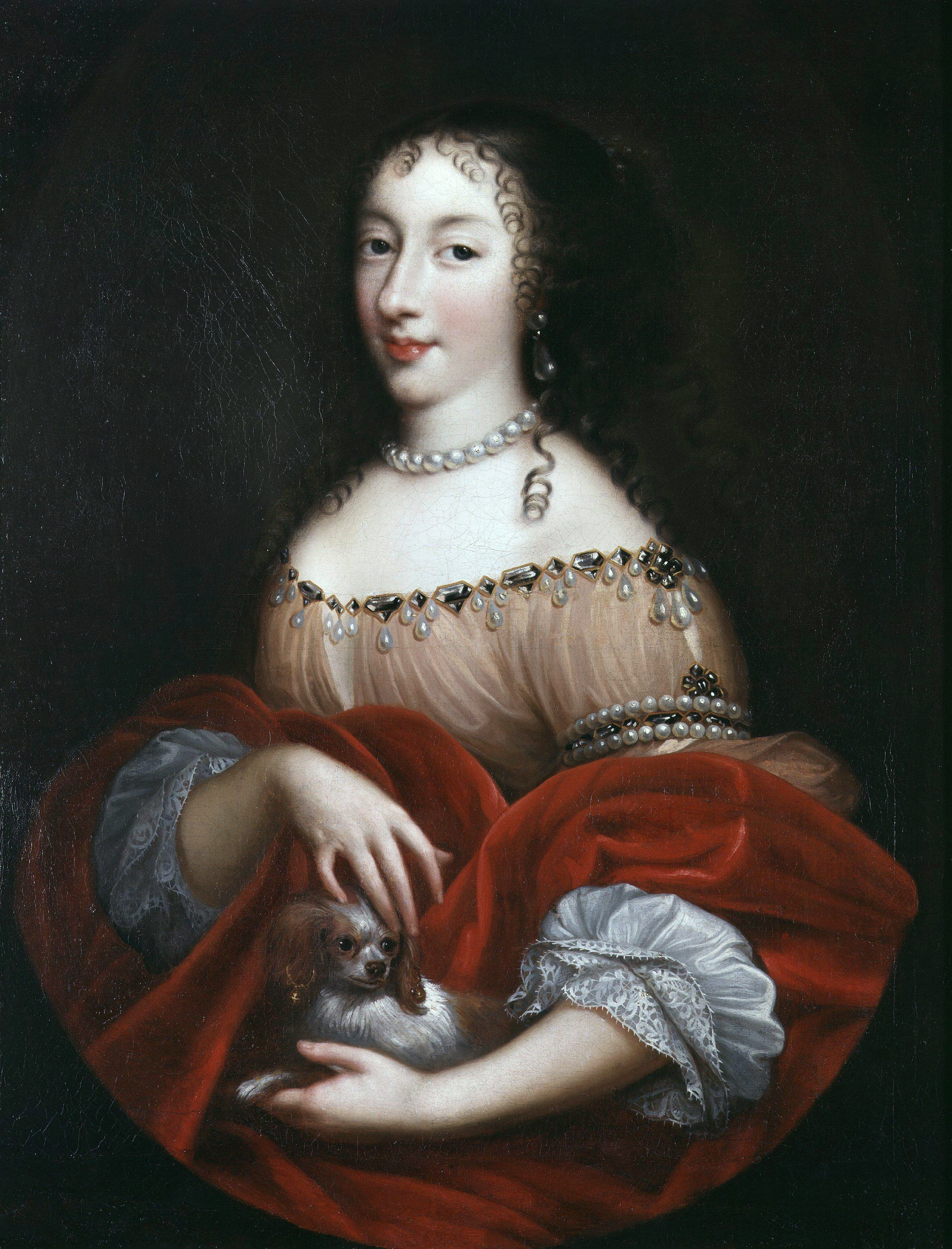
ピエール・ミニャールが1665年から1670年頃に描いた、ヘンリエッタ・マリアとチャールズ1世の末娘ヘンリエッタ・アン。長じてフランス王ルイ14世の弟オルレアン公フィリップ1世公妃となった。

ヘンリエッタ・マリアはバースからさらに南西の都市エクセターへと移動し、出産に備えた。しかしながら、議会派軍の指揮官であるエセックス伯ロバート・デヴァルーとウィリアム・ウォラーは、国王夫妻が離れ離れになっているという状況を有効に活用しようと謀略を巡らせていた。ウォラーがチャールズ1世を追跡して国王軍の足止めをしているうちに、エセックス伯がエクセターを攻撃してヘンリエッタ・マリアを捕らえ、チャールズ1世に対する有効な切り札にしようと画策したのである。
この計画に従って、6月にエセックス伯率いる軍隊がエクセターへと進攻した。当時出産間近だったヘンリエッタ・マリアの健康状態は思わしくなく、チャールズ1世はロンドンに残っていた王室侍医テオドール・ド・マイエルヌに対して、危険を冒してエクセターまで赴き、ヘンリエッタ・マリアを看病するよう依頼している。6月16日にヘンリエッタ・アン王女を出産した後のヘンリエッタ・マリアの容態はかなり悪化していたが、エセックス伯の脅威が身近に迫りエクセターから逃れることを余儀なくされた。逃避行が危険なものになることは明白だったために、ヘンリエッタ・マリアは生まれて間もないヘンリエッタ・アンをエクセターに残し、7月14日にコーンウォールのファルマスからオランダ船でフランスに向けて出航した。旅の途中にウォリック伯ロバート・リッチが率いる議会派の軍艦から激しい攻撃を受けたが、敵に投降することなく航海を続行させたヘンリエッタ・マリアはフランスの軍港ブレストに到着し、自身の実家であるフランス王家に保護された。
ヘンリエッタ・マリアの脱出から12日前の7月2日にルパートの国王軍はマーストン・ムーアの戦いで大敗、1644年の終わりごろにはチャールズ1世の立場は極めて脆弱なものとなっていき、ヘンリエッタ・マリアがヨーロッパ大陸で募る軍資金と兵士が必要不可欠となっていた。しかしながら1645年になってからも国王派軍は敗北を続け、ヘンリエッタ・マリアとチャールズ1世が交わす書簡も議会派軍が強奪し、その内容を暴露される始末だった。そして、6月14日のネイズビーの戦いでの敗戦が国王派にとって極めて大きな敗北となった。第一次イングランド内戦の帰趨を決定付けたのは、このネイズビーの戦いと翌7月のラングポートの戦いで、この二つの戦闘による敗北で国王派軍は事実上壊滅したといえる。そしてチャールズ1世は1646年5月に、当時スコットランドで最大派閥だった長老派の軍にノッティンガムシャーのサウスウェルで投降したが、その後イングランドの議会派に身柄を引き渡された。

#### 第二次、第三次イングランド内戦（1648年 - 1651年）

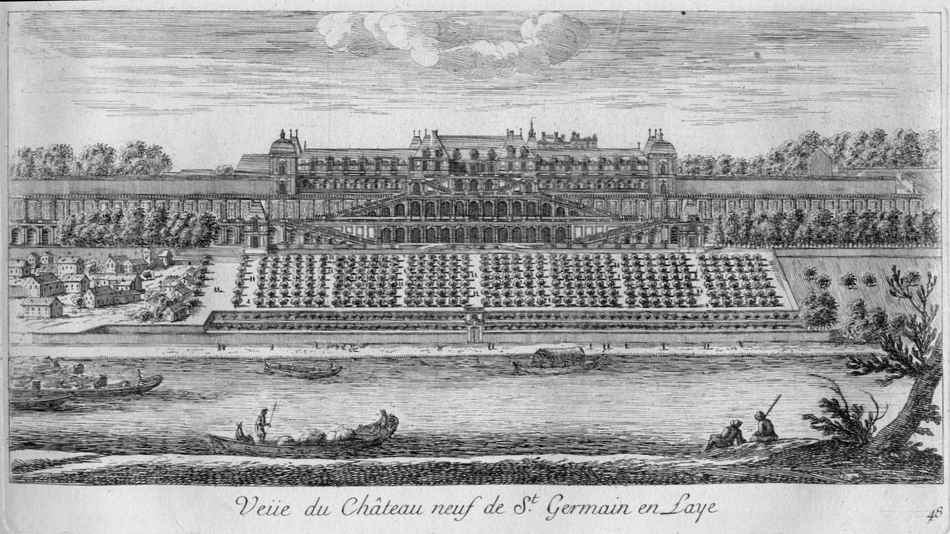
亡命中のフランスでヘンリエッタ・マリアが住まいとしたサン＝ジェルマン＝アン＝レー城。イズレアル・シルヴェストルによるエッチング（1660年頃）

フランス政府の庇護のもとでパリに居を定めたヘンリエッタ・マリアは、ケネルム・ディグビー卿（en:Kenelm Digby）を総責任者に任命し、サン＝ジェルマン＝アン＝レー城で国王派の亡命宮廷を組織し始めた。1646年に、議会派の手を逃れてイングランドの島嶼部を転々としていた王太子チャールズをパリのヘンリエッタ・マリアのもとに連れ戻すという計画が持ち上がった。ヘンリエッタ・マリアもこの計画の実行を強く望んだが、チャールズは自身がフランス贔屓のカトリック信者と見なされるという理由で、当初この計画を拒否している。最終的には粘り強くチャールズの説得を続けたイングランドの国王派の努力が実って、1646年7月にチャールズはフランスのヘンリエッタ・マリアと合流した。

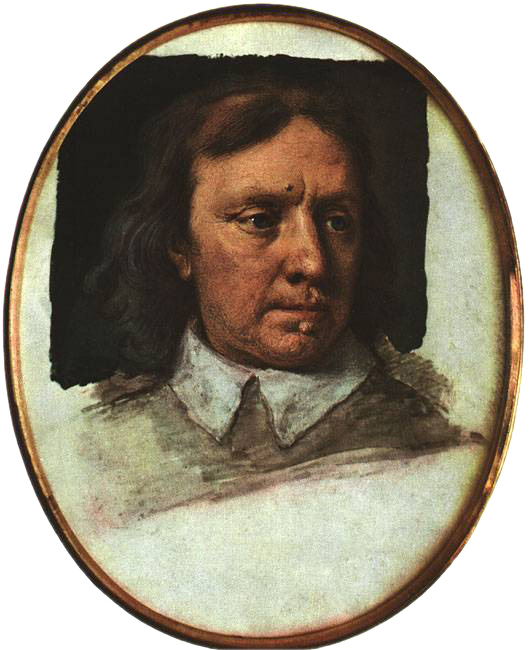
サミュエル・クーパーが1650年ごろに描いたオリバー・クロムウェルの肖像。クロムウェルは議会派を軍事面で支え、イングランド内戦の重要な戦いに勝利をもたらした有能な軍人で、チャールズ1世処刑後の1653年から護国卿としてイングランド共和国を支配した。

フランスでのヘンリエッタ・マリアは鬱々とした生活を送っていた。ヘンリエッタ・マリアは、イングランドの議会派の中でも穏健で比較的国王寄りだった長老派と手を結ぶことによってスコットランドの支持を取り付け、その軍隊をイングランドに差し向けることによって議会派を打倒するようチャールズ1世を説得しようとした。チャールズ1世は秘密裏に王宮内以外では長老派を支持し、長老派による議会を成立させるという約束でスコットランドと軍事同盟（和解契約）を結んだ。この軍事同盟を契機として第二次イングランド内戦が始まった。パリのヘンリエッタ・マリアもできる限りの軍事的支援を行ったが、1648年にスコットランド軍はプレストンの戦いで議会派に大敗し第二次内戦は短期間で終結、チャールズ1世は議会軍の捕虜となってしまった。
フランスのサン＝ジェルマン＝アン＝レー城の亡命宮廷では、反議会派の機運が高まりつつあった。ヘンリエッタ・マリアは、ロチェスター伯ヘンリー・ウィルモット、ジョージ・ディグビー（後の第2代ブリストル伯）、アニックのパーシー男爵ヘンリー・パーシー、カルペパー男爵ジョン・カルペパー、チャールズ・ゲラルドら、国王派の亡命者たちを組織した。しかしながらヘンリエッタ・マリアの王宮では派閥争い、対立、さらには果し合いが絶えず、ルパートとディグビーとの決闘を阻止するために、ヘンリエッタ・マリアが両者を拘束したことすらあった。しかしながら、またもルパートとディグビーとの間で、さらにルパートとパーシーとの間で起こった決闘沙汰を止めることはできなかった。
1649年にチャールズ1世は、議会派の手によって処刑された。国王の死は残されたヘンリエッタ・マリアを悲嘆にくれさせ、さらにその暮らしを困窮に落としいれた。当時のフランスではフロンドの乱が勃発しており、ヘンリエッタ・マリアが頼みとする甥のフランス王ルイ14世も資金繰りに苦心していたのである。

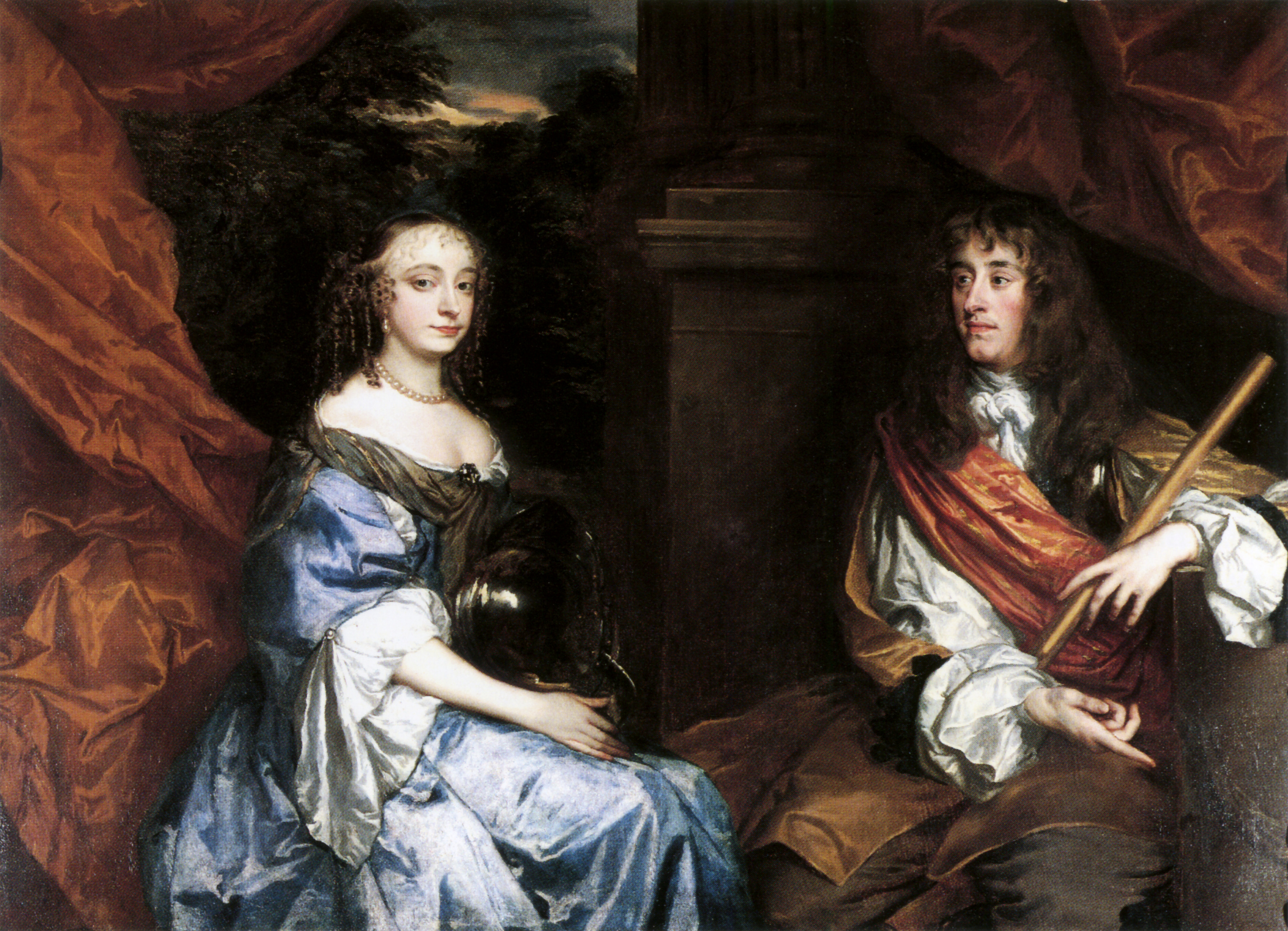
ピーター・レリーが王政復古後の1660年代に描いた、チャールズ2世の王弟ヨーク公ジェームズ2世と最初の妻アン・ハイド。
ナショナル・ポートレート・ギャラリー所蔵

スコットランドを味方につけ、スコットランド王として即位したチャールズは、イングランドの議会派を打倒すべく第三次イングランド内戦を起こした。このときサンジェルマンを根拠としていたヘンリエッタ・マリアを取り巻く国王派と、1648年からヘンリエッタ・アンから離れてハーグに亡命していたチャールズに従う、オーモンド侯ジェームズ・バトラー、インチクィン男爵（後の初代インチクィン伯爵）マロー・オブライエン、そしてヘンリエッタ・マリアが忌み嫌っていたエドワード・ハイド（後のクラレンドン伯爵）ら、古くからの国王派が協力して内戦を戦った。フランスとオランダに分かれていた国王派は一つに団結したが、国王派に対するヘンリエッタ・マリアの影響力は衰えていた。そして、1651年9月3日のウスターの戦いに敗北したチャールズはイングランドを逃れて大陸に亡命し、第三次イングランド内戦も議会派の勝利で終結した。1654年にチャールズは亡命宮廷をドイツのケルンに移し、サンジェルマンに残っていたヘンリエッタ・マリアの影響力を完全に断ち切っている。
ヘンリエッタ・マリアは信仰と子供たち、とくにお気に入りで「ミネッテ（子猫）」という愛称で呼んでいた末娘ヘンリエッタ・アン、後にジェームズ2世として王位につくジェームズ、そして1660年に20歳で夭折するヘンリーの教育に生涯を捧げるようになっていった。ヘンリエッタ・マリアはジェームズとヘンリーの2人の王子をカトリックに改宗させようとした。ヘンリーに対する改宗の働きかけは亡命国王派とチャールズからの怒りを買って成功しなかったが、ヘンリエッタ・アンはカトリック信者として成長した。1651年にヘンリエッタ・マリアはシャイヨーに女子修道院を設立し、1650年代のほとんどをこの修道院で過ごしている。

### 王政復古後のヘンリエッタ・マリア

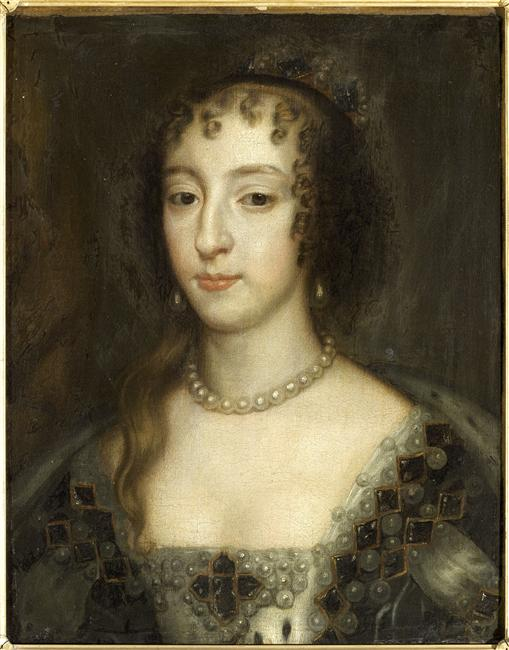
ピーター・レリーが王政復古後の1660年に描いたヘンリエッタ・マリアの肖像画。
コンデ美術館所蔵

護国卿オリバー・クロムウェルの死去後間もなくイングランド共和国は瓦解した。イングランド議会はチャールズの国王即位を承認し、1660年5月にチャールズがイングランド王チャールズ2世として戴冠後（イングランド王政復古）、ヘンリエッタ・マリアも同年10月に、ヘンリエッタ・アンとともにイングランドへ帰還した。ヘンリエッタ・マリアがイングランドに戻った理由の一つとして、クラレンドン伯エドワード・ハイドの娘アンと、王弟であるヨーク公ジェームズ（後のイングランド国王ジェームズ2世）との密通が挙げられる。アンはすでに妊娠しており、ジェームズはアンに結婚を申し込んでいたのである。ヘンリエッタ・マリアは以前からエドワード・ハイドを嫌っており、その娘アンを公妃として迎えることに難色を示したが、チャールズ2世が賛同したためにこの婚姻は成立した。イングランドでのヘンリエッタ・マリアは潤沢な宮廷費を与えられて、サマセット・ハウスを邸宅とした。イングランドに帰還してからも、大衆からのヘンリエッタ・マリアの人気は相変わらず低く、詳細な日記を残したサミュエル・ピープスはヘンリエッタ・マリアの美点としてわずか3つの取るに足らない事柄しか挙げていない。
1661年にヘンリエッタ・マリアは、末娘ヘンリエッタ・アンと、フランス王ルイ14世の弟オルレアン公フィリップとの結婚をまとめるためにフランスへと渡った。この二人の結婚はイングランドとフランスの関係強化に大きな役割を果たすことになった。
ヘンリエッタ・アンとフィリップとの婚礼を見届けると、ヘンリエッタ・マリアは1662年にチャールズ2世、ルパートとともにイングランドへと戻った。ヘンリエッタ・マリアはそのままイングランドで一生を過ごすつもりだったが、1665年にひどい気管支炎を患い、これは湿気の多いイングランドの気候が原因ではないかと考えた。ヘンリエッタは同年にフランスへと渡り、パリのオテル・ド・ラ・バジニエール（現在のオテル・ド・シメイ (en:Hôtel de Chimay) で暮らすようになった。1669年8月にヘンリエッタ・アンとオルレアン公フィリップの次女アンナ・マリーアが生まれている。アンナ・マリーアは後のフランス王ルイ15世の母方の祖母にあたり、ヘンリエッタ・マリアの血筋は現在のヨーロッパ諸国の王族のほとんどと関係していることになる。そして、アンナ・マリーアの誕生後間もなくの1669年9月10日に、ヘンリエッタ・マリアはパリ近郊のコロンブ城で死去した。死因は鎮痛剤として服用していたアヘンの過剰摂取だった。ヘンリエッタ・マリアの遺体は歴代フランス王族の墓所サン＝ドニ大聖堂に埋葬され、心臓のみ銀の小箱に収められてヘンリエッタ・マリア自身がシャイヨーに建てた女子修道院に葬られた。

## 系図
| \| \| \| \| \| \| \| \| \| \| \| \| \| \| \| \| \| \| \| \| 16. ヴァンドーム伯フランソワ \| \| \| \| \| \| \| \| \| \| \| \| \| \| \| \| \| \| \| \| \| \| \| \| \| \| \| \| \| \| \| \| \| \| \| \| \| \| \| \| \| \| \| \| \| \| \| \| \| \| \| \| \| \| 8. ヴァンドーム公シャルル \| \| \| \| \| \| \| \| \| \| \| \| \| \| \| \| \| \| \| \| \| \| \| \| \| \| \| \| \| \| \| \| \| \| \| \| \| \| \| \| \| \| \| \| \| \| \| \| \| \| \| \| \| \| 17. サン＝ポル女伯マリー \| \| \| \| \| \| \| \| \| \| \| \| \| \| \| \| \| \| \| \| \| \| \| \| \| \| \| \| \| \| \| \| \| \| \| \| \| \| \| \| \| \| \| \| \| \| \| \| \| \| \| \| \| \| 4. ナバラ王アントワーヌ \| \| \| \| \| \| \| \| \| \| \| \| \| \| \| \| \| \| \| \| \| \| \| \| \| \| \| \| \| \| \| \| \| \| \| \| \| \| \| \| \| \| \| \| \| \| \| \| \| \| \| \| \| \| 18. アランソン公ルネ \| \| \| \| \| \| \| \| \| \| \| \| \| \| \| \| \| \| \| \| \| \| \| \| \| \| \| \| \| \| \| \| \| \| \| \| \| \| \| \| \| \| \| \| \| \| \| \| \| \| \| \| \| \| 9. アランソン公女フランソワーズ \| \| \| \| \| \| \| \| \| \| \| \| \| \| \| \| \| \| \| \| \| \| \| \| \| \| \| \| \| \| \| \| \| \| \| \| \| \| \| \| \| \| \| \| \| \| \| \| \| \| \| \| \| \| 19. ヴォーデモン伯女マルグリット \| \| \| \| \| \| \| \| \| \| \| \| \| \| \| \| \| \| \| \| \| \| \| \| \| \| \| \| \| \| \| \| \| \| \| \| \| \| \| \| \| \| \| \| \| \| \| \| \| \| \| \| \| \| 2. フランス王アンリ4世 \| \| \| \| \| \| \| \| \| \| \| \| \| \| \| \| \| \| \| \| \| \| \| \| \| \| \| \| \| \| \| \| \| \| \| \| \| \| \| \| \| \| \| \| \| \| \| \| \| \| \| \| \| \| 20. ナバラ王フアン3世 \| \| \| \| \| \| \| \| \| \| \| \| \| \| \| \| \| \| \| \| \| \| \| \| \| \| \| \| \| \| \| \| \| \| \| \| \| \| \| \| \| \| \| \| \| \| \| \| \| \| \| \| \| \| 10. ナバラ王エンリケ2世 \| \| \| \| \| \| \| \| \| \| \| \| \| \| \| \| \| \| \| \| \| \| \| \| \| \| \| \| \| \| \| \| \| \| \| \| \| \| \| \| \| \| \| \| \| \| \| \| \| \| \| \| \| \| 21. ナバラ女王カタリナ \| \| \| \| \| \| \| \| \| \| \| \| \| \| \| \| \| \| \| \| \| \| \| \| \| \| \| \| \| \| \| \| \| \| \| \| \| \| \| \| \| \| \| \| \| \| \| \| \| \| \| \| \| \| 5. ナバラ女王ジャンヌ \| \| \| \| \| \| \| \| \| \| \| \| \| \| \| \| \| \| \| \| \| \| \| \| \| \| \| \| \| \| \| \| \| \| \| \| \| \| \| \| \| \| \| \| \| \| \| \| \| \| \| \| \| \| 22. アングレーム伯シャルル \| \| \| \| \| \| \| \| \| \| \| \| \| \| \| \| \| \| \| \| \| \| \| \| \| \| \| \| \| \| \| \| \| \| \| \| \| \| \| \| \| \| \| \| \| \| \| \| \| \| \| \| \| \| 11. アングレーム伯女マルグリット \| \| \| \| \| \| \| \| \| \| \| \| \| \| \| \| \| \| \| \| \| \| \| \| \| \| \| \| \| \| \| \| \| \| \| \| \| \| \| \| \| \| \| \| \| \| \| \| \| \| \| \| \| \| 23. サヴォイア公女ルイーズ \| \| \| \| \| \| \| \| \| \| \| \| \| \| \| \| \| \| \| \| \| \| \| \| \| \| \| \| \| \| \| \| \| \| \| \| \| \| \| \| \| \| \| \| \| \| \| \| \| \| \| \| \| \| 1. ヘンリエッタ・マリア・オブ・フランス \| \| \| \| \| \| \| \| \| \| \| \| \| \| \| \| \| \| \| \| \| \| \| \| \| \| \| \| \| \| \| \| \| \| \| \| \| \| \| \| \| \| \| \| \| \| \| \| \| \| \| \| \| \| 24. ジョヴァンニ・デッレ・バンデ・ネーレ \| \| \| \| \| \| \| \| \| \| \| \| \| \| \| \| \| \| \| \| \| \| \| \| \| \| \| \| \| \| \| \| \| \| \| \| \| \| \| \| \| \| \| \| \| \| \| \| \| \| \| \| \| \| 12. トスカーナ大公コジモ1世 \| \| \| \| \| \| \| \| \| \| \| \| \| \| \| \| \| \| \| \| \| \| \| \| \| \| \| \| \| \| \| \| \| \| \| \| \| \| \| \| \| \| \| \| \| \| \| \| \| \| \| \| \| \| 25. マリア・サルヴィアティ \| \| \| \| \| \| \| \| \| \| \| \| \| \| \| \| \| \| \| \| \| \| \| \| \| \| \| \| \| \| \| \| \| \| \| \| \| \| \| \| \| \| \| \| \| \| \| \| \| \| \| \| \| \| 6. トスカーナ大公フランチェスコ1世 \| \| \| \| \| \| \| \| \| \| \| \| \| \| \| \| \| \| \| \| \| \| \| \| \| \| \| \| \| \| \| \| \| \| \| \| \| \| \| \| \| \| \| \| \| \| \| \| \| \| \| \| \| \| 26. ヴィッラフランカ侯ペドロ \| \| \| \| \| \| \| \| \| \| \| \| \| \| \| \| \| \| \| \| \| \| \| \| \| \| \| \| \| \| \| \| \| \| \| \| \| \| \| \| \| \| \| \| \| \| \| \| \| \| \| \| \| \| 13. ビリャフランカ侯女エレオノーラ \| \| \| \| \| \| \| \| \| \| \| \| \| \| \| \| \| \| \| \| \| \| \| \| \| \| \| \| \| \| \| \| \| \| \| \| \| \| \| \| \| \| \| \| \| \| \| \| \| \| \| \| \| \| 27. マリア・オソリオ・イ・ピメンテル \| \| \| \| \| \| \| \| \| \| \| \| \| \| \| \| \| \| \| \| \| \| \| \| \| \| \| \| \| \| \| \| \| \| \| \| \| \| \| \| \| \| \| \| \| \| \| \| \| \| \| \| \| \| 3. トスカーナ大公女マリー \| \| \| \| \| \| \| \| \| \| \| \| \| \| \| \| \| \| \| \| \| \| \| \| \| \| \| \| \| \| \| \| \| \| \| \| \| \| \| \| \| \| \| \| \| \| \| \| \| \| \| \| \| \| 28. ブルゴーニュ公フィリップ \| \| \| \| \| \| \| \| \| \| \| \| \| \| \| \| \| \| \| \| \| \| \| \| \| \| \| \| \| \| \| \| \| \| \| \| \| \| \| \| \| \| \| \| \| \| \| \| \| \| \| \| \| \| 14. 神聖ローマ皇帝フェルディナント1世 \| \| \| \| \| \| \| \| \| \| \| \| \| \| \| \| \| \| \| \| \| \| \| \| \| \| \| \| \| \| \| \| \| \| \| \| \| \| \| \| \| \| \| \| \| \| \| \| \| \| \| \| \| \| 29. カスティーリャ女王フアナ \| \| \| \| \| \| \| \| \| \| \| \| \| \| \| \| \| \| \| \| \| \| \| \| \| \| \| \| \| \| \| \| \| \| \| \| \| \| \| \| \| \| \| \| \| \| \| \| \| \| \| \| \| \| 7. オーストリア大公女ジョヴァンナ \| \| \| \| \| \| \| \| \| \| \| \| \| \| \| \| \| \| \| \| \| \| \| \| \| \| \| \| \| \| \| \| \| \| \| \| \| \| \| \| \| \| \| \| \| \| \| \| \| \| \| \| \| \| 30. ボヘミア＝ハンガリー王ウラースロー2世 \| \| \| \| \| \| \| \| \| \| \| \| \| \| \| \| \| \| \| \| \| \| \| \| \| \| \| \| \| \| \| \| \| \| \| \| \| \| \| \| \| \| \| \| \| \| \| \| \| \| \| \| \| \| 15. ボヘミア・ハンガリー王女アンナ \| \| \| \| \| \| \| \| \| \| \| \| \| \| \| \| \| \| \| \| \| \| \| \| \| \| \| \| \| \| \| \| \| \| \| \| \| \| \| \| \| \| \| \| \| \| \| \| \| \| \| \| \| \| 31. ケンダル伯女アンヌ \| \| \| \| \| \| \| \| \| \| \| \| \| \| \| \| \| \| \| \| \| \| \| \| \| \| \| \| \| \| \| \| \| \| \| \| \| \| \| \| \| \| \| \| \| \| \| \| \| \| \| \| |                                           |  |  |  |  |  |  |  |  |  |  |  |  |  |  |  |
| |                                           |  |  |  |  |  |  |  |  |  |  |  |  |  |  |  |
| | 16. ヴァンドーム伯フランソワ              |  |  |  |  |  |  |  |  |  |  |  |  |  |  |  |
| |                                           |  |  |  |  |  |  |  |  |  |  |  |  |  |  |  |
| |                                           |  |  |  |  |  |  |  |  |  |  |  |  |  |  |  |
| | 8. ヴァンドーム公シャルル                 |  |  |  |  |  |  |  |  |  |  |  |  |  |  |  |
| |                                           |  |  |  |  |  |  |  |  |  |  |  |  |  |  |  |
| |                                           |  |  |  |  |  |  |  |  |  |  |  |  |  |  |  |
| | 17. サン＝ポル女伯マリー                  |  |  |  |  |  |  |  |  |  |  |  |  |  |  |  |
| |                                           |  |  |  |  |  |  |  |  |  |  |  |  |  |  |  |
| |                                           |  |  |  |  |  |  |  |  |  |  |  |  |  |  |  |
| | 4. ナバラ王アントワーヌ                   |  |  |  |  |  |  |  |  |  |  |  |  |  |  |  |
| |                                           |  |  |  |  |  |  |  |  |  |  |  |  |  |  |  |
| |                                           |  |  |  |  |  |  |  |  |  |  |  |  |  |  |  |
| | 18. アランソン公ルネ                      |  |  |  |  |  |  |  |  |  |  |  |  |  |  |  |
| |                                           |  |  |  |  |  |  |  |  |  |  |  |  |  |  |  |
| |                                           |  |  |  |  |  |  |  |  |  |  |  |  |  |  |  |
| | 9. アランソン公女フランソワーズ           |  |  |  |  |  |  |  |  |  |  |  |  |  |  |  |
| |                                           |  |  |  |  |  |  |  |  |  |  |  |  |  |  |  |
| |                                           |  |  |  |  |  |  |  |  |  |  |  |  |  |  |  |
| | 19. ヴォーデモン伯女マルグリット          |  |  |  |  |  |  |  |  |  |  |  |  |  |  |  |
| |                                           |  |  |  |  |  |  |  |  |  |  |  |  |  |  |  |
| |                                           |  |  |  |  |  |  |  |  |  |  |  |  |  |  |  |
| | 2. フランス王アンリ4世                    |  |  |  |  |  |  |  |  |  |  |  |  |  |  |  |
| |                                           |  |  |  |  |  |  |  |  |  |  |  |  |  |  |  |
| |                                           |  |  |  |  |  |  |  |  |  |  |  |  |  |  |  |
| | 20. ナバラ王フアン3世                     |  |  |  |  |  |  |  |  |  |  |  |  |  |  |  |
| |                                           |  |  |  |  |  |  |  |  |  |  |  |  |  |  |  |
| |                                           |  |  |  |  |  |  |  |  |  |  |  |  |  |  |  |
| | 10. ナバラ王エンリケ2世                   |  |  |  |  |  |  |  |  |  |  |  |  |  |  |  |
| |                                           |  |  |  |  |  |  |  |  |  |  |  |  |  |  |  |
| |                                           |  |  |  |  |  |  |  |  |  |  |  |  |  |  |  |
| | 21. ナバラ女王カタリナ                    |  |  |  |  |  |  |  |  |  |  |  |  |  |  |  |
| |                                           |  |  |  |  |  |  |  |  |  |  |  |  |  |  |  |
| |                                           |  |  |  |  |  |  |  |  |  |  |  |  |  |  |  |
| | 5. ナバラ女王ジャンヌ                     |  |  |  |  |  |  |  |  |  |  |  |  |  |  |  |
| |                                           |  |  |  |  |  |  |  |  |  |  |  |  |  |  |  |
| |                                           |  |  |  |  |  |  |  |  |  |  |  |  |  |  |  |
| | 22. アングレーム伯シャルル                |  |  |  |  |  |  |  |  |  |  |  |  |  |  |  |
| |                                           |  |  |  |  |  |  |  |  |  |  |  |  |  |  |  |
| |                                           |  |  |  |  |  |  |  |  |  |  |  |  |  |  |  |
| | 11. アングレーム伯女マルグリット          |  |  |  |  |  |  |  |  |  |  |  |  |  |  |  |
| |                                           |  |  |  |  |  |  |  |  |  |  |  |  |  |  |  |
| |                                           |  |  |  |  |  |  |  |  |  |  |  |  |  |  |  |
| | 23. サヴォイア公女ルイーズ                |  |  |  |  |  |  |  |  |  |  |  |  |  |  |  |
| |                                           |  |  |  |  |  |  |  |  |  |  |  |  |  |  |  |
| |                                           |  |  |  |  |  |  |  |  |  |  |  |  |  |  |  |
| | 1. ヘンリエッタ・マリア・オブ・フランス   |  |  |  |  |  |  |  |  |  |  |  |  |  |  |  |
| |                                           |  |  |  |  |  |  |  |  |  |  |  |  |  |  |  |
| |                                           |  |  |  |  |  |  |  |  |  |  |  |  |  |  |  |
| | 24. ジョヴァンニ・デッレ・バンデ・ネーレ  |  |  |  |  |  |  |  |  |  |  |  |  |  |  |  |
| |                                           |  |  |  |  |  |  |  |  |  |  |  |  |  |  |  |
| |                                           |  |  |  |  |  |  |  |  |  |  |  |  |  |  |  |
| | 12. トスカーナ大公コジモ1世               |  |  |  |  |  |  |  |  |  |  |  |  |  |  |  |
| |                                           |  |  |  |  |  |  |  |  |  |  |  |  |  |  |  |
| |                                           |  |  |  |  |  |  |  |  |  |  |  |  |  |  |  |
| | 25. マリア・サルヴィアティ                |  |  |  |  |  |  |  |  |  |  |  |  |  |  |  |
| |                                           |  |  |  |  |  |  |  |  |  |  |  |  |  |  |  |
| |                                           |  |  |  |  |  |  |  |  |  |  |  |  |  |  |  |
| | 6. トスカーナ大公フランチェスコ1世        |  |  |  |  |  |  |  |  |  |  |  |  |  |  |  |
| |                                           |  |  |  |  |  |  |  |  |  |  |  |  |  |  |  |
| |                                           |  |  |  |  |  |  |  |  |  |  |  |  |  |  |  |
| | 26. ヴィッラフランカ侯ペドロ              |  |  |  |  |  |  |  |  |  |  |  |  |  |  |  |
| |                                           |  |  |  |  |  |  |  |  |  |  |  |  |  |  |  |
| |                                           |  |  |  |  |  |  |  |  |  |  |  |  |  |  |  |
| | 13. ビリャフランカ侯女エレオノーラ        |  |  |  |  |  |  |  |  |  |  |  |  |  |  |  |
| |                                           |  |  |  |  |  |  |  |  |  |  |  |  |  |  |  |
| |                                           |  |  |  |  |  |  |  |  |  |  |  |  |  |  |  |
| | 27. マリア・オソリオ・イ・ピメンテル      |  |  |  |  |  |  |  |  |  |  |  |  |  |  |  |
| |                                           |  |  |  |  |  |  |  |  |  |  |  |  |  |  |  |
| |                                           |  |  |  |  |  |  |  |  |  |  |  |  |  |  |  |
| | 3. トスカーナ大公女マリー                 |  |  |  |  |  |  |  |  |  |  |  |  |  |  |  |
| |                                           |  |  |  |  |  |  |  |  |  |  |  |  |  |  |  |
| |                                           |  |  |  |  |  |  |  |  |  |  |  |  |  |  |  |
| | 28. ブルゴーニュ公フィリップ              |  |  |  |  |  |  |  |  |  |  |  |  |  |  |  |
| |                                           |  |  |  |  |  |  |  |  |  |  |  |  |  |  |  |
| |                                           |  |  |  |  |  |  |  |  |  |  |  |  |  |  |  |
| | 14. 神聖ローマ皇帝フェルディナント1世     |  |  |  |  |  |  |  |  |  |  |  |  |  |  |  |
| |                                           |  |  |  |  |  |  |  |  |  |  |  |  |  |  |  |
| |                                           |  |  |  |  |  |  |  |  |  |  |  |  |  |  |  |
| | 29. カスティーリャ女王フアナ              |  |  |  |  |  |  |  |  |  |  |  |  |  |  |  |
| |                                           |  |  |  |  |  |  |  |  |  |  |  |  |  |  |  |
| |                                           |  |  |  |  |  |  |  |  |  |  |  |  |  |  |  |
| | 7. オーストリア大公女ジョヴァンナ         |  |  |  |  |  |  |  |  |  |  |  |  |  |  |  |
| |                                           |  |  |  |  |  |  |  |  |  |  |  |  |  |  |  |
| |                                           |  |  |  |  |  |  |  |  |  |  |  |  |  |  |  |
| | 30. ボヘミア＝ハンガリー王ウラースロー2世 |  |  |  |  |  |  |  |  |  |  |  |  |  |  |  |
| |                                           |  |  |  |  |  |  |  |  |  |  |  |  |  |  |  |
| |                                           |  |  |  |  |  |  |  |  |  |  |  |  |  |  |  |
| | 15. ボヘミア・ハンガリー王女アンナ        |  |  |  |  |  |  |  |  |  |  |  |  |  |  |  |
| |                                           |  |  |  |  |  |  |  |  |  |  |  |  |  |  |  |
| |                                           |  |  |  |  |  |  |  |  |  |  |  |  |  |  |  |
| | 31. ケンダル伯女アンヌ                    |  |  |  |  |  |  |  |  |  |  |  |  |  |  |  |
| |                                           |  |  |  |  |  |  |  |  |  |  |  |  |  |  |  |
| |                                           |  |  |  |  |  |  |  |  |  |  |  |  |  |  |  |

## 子女
| 名前                   | 生年月日       | 没年月日       | 備考 |
| ---------------------- | -------------- | -------------- | --- |
| チャールズ・ジェームズ | 1629年3月13日  | 1629年3月13日  | コーンウォール公、死産                                                                                                 |
| チャールズ             | 1630年5月29日  | 1685年2月6日   | イングランド国王チャールズ2世、1663年にポルトガル王女キャサリン・オブ・ブラガンザと結婚                                |
| メアリー・ヘンリエッタ | 1631年11月4日  | 1660年12月24日 | 1641年にオラニエ公ウィレム2世と結婚                                                                                    |
| ジェームズ             | 1633年10月14日 | 1701年9月16日  | イングランド王ジェームズ2世、1659年にクラレンドン伯女アン・ハイドと結婚 1673年にモデナ公女メアリー・オブ・モデナと再婚 |
| エリザベス             | 1635年12月29日 | 1650年9月8日   | 14歳で死去 |
| アン                   | 1637年3月17日  | 1640年12月8日  | 3歳で死去 |
| キャサリン             | 1639年1月29日  | 1639年1月29日  | 死産 |
| ヘンリー               | 1640年7月8日   | 1660年9月18日  | グロスター公、ケンブリッジ伯、未婚のまま20歳で死去                                                                     |
| ヘンリエッタ・アン     | 1644年6月16日  | 1670年6月30日  | 1661年にオルレアン公フィリップと結婚                                                                                   |